# バトルチップ
バトルチップとは、コンピュータゲーム『ロックマンエグゼシリーズ』に登場する架空の記憶媒体である。作中では「チップ」と略されて呼ばれることもある。

## 概要
形状はSDメモリーカードやメモリースティックに類似する。ネットナビが戦闘をする時、その支援のために用い、PETに差し込む（スロットインする）ことで、記録されているデータをネットナビへ転送する。データは敵を攻撃する武器となるものの他、ダメージを回復するもの、戦闘を有利に進める補助的な効果のものなど、その種類は多岐にわたる。
流星のロックマンシリーズではバトルカードに形を変えて受け継がれている。
以降、シリーズの作品名は以下のように省略する。
- バトルネットワーク ロックマンエグゼ → エグゼ1
- バトルネットワーク ロックマンエグゼ2 → エグゼ2
- バトルネットワーク ロックマンエグゼ3 → エグゼ3
- ロックマンエグゼ4 → エグゼ4
  - トーナメント レッドサン → RS
  - トーナメント ブルームーン → BM
- ロックマンエグゼ5 → エグゼ5
  - チーム オブ ブルース → TOB
  - チーム オブ カーネル → TOC
- ロックマンエグゼ6 → エグゼ6
  - 電脳獣グレイガ → G
  - 電脳獣ファルザー → F
- ロックマンエグゼ オペレート シューティングスター → OSS

## 選択条件
各バトルチップにはアルファベットの[A]〜[Z]と[*（アスタリスク）]のいずれか1つのチップコードと呼ばれるものが付いている。戦闘中にバトルチップを選択する際には、下記のルールに従わなければならない。
- 同じ名前のチップであれば、コードが違っても連続選択可能である。
  - 例：キャノン[A]、キャノン[B]、キャノン[C]を同時選択。
- 違う種類のチップを同時に選択するには、チップコードが同じでなければならない。
  - 例：ソード[S]とミニボム[B]は同時に選べないが、キャノン[B]とミニボム[B]なら同時選択出来る。

なお、コード[*]はエグゼ2から追加されたコードで、どのコードとでも同時に選ぶことができ、トランプのジョーカー（ワイルドカード）のようなものである。ただし、
- キャノン[A]、キャノン[B]、ミニボム[*]だと選択できない。
  - [*]コードは二つ以上のコードと同時に選択できない。

- キャノン[A]、キャノン[B]、キャノン[*]なら選択可能。
  - 上記のルールの同じチップのルールを守っているため。ただし、ほかの種類の[*]のチップは不可。

また、バトルチップ「キャノン」1つを取ってもコードが[A]〜[E]と5種類あるので、コード違いを含めたバトルチップの総数は膨大なものになる。ただし、エグゼ4以降は1枚につきコードの数が最大3種類（一部のチップは[*]を含めて4種類）になった。

## 使用条件
ごく一部のバトルチップには、ロックマンが特定の状態でないと使用できないものがある。条件を満たしていない場合、使用しても煙が出るだけで効果は発揮されない。
スタイル専用チップ
エグゼ2、エグゼ3では、ロックマンが特定のスタイルの時にのみ使用可能なバトルチップが存在する。
善のチップ、悪のチップ
エグゼ4、エグゼ5では、隠しパラメーター「善悪度」によって使用可能（もしくは不可能）となるバトルチップが存在する。「善のチップ」は、善悪度が最低の状態（悪状態）になっていると使用が不可能になる。逆に「悪のチップ」は、善悪度が最低の状態のときのみ使用可能となる。

## フォルダ
バトルチップを30枚1組にしたもの。戦闘時に使用するバトルチップは、この「フォルダ」へ前もって入れておく必要があり、ウィルスバスティングをする際は自分で作ったフォルダが使われるため、フォルダの内容でウィルスバスティングのやり方も変わってくる。フォルダ内のバトルチップは戦闘中では1回しか使えないが、使用したチップそのものはフォルダから消失することはない。
フォルダを組む際の決まりは以下の通り。なお、シリーズが進むごとに制限が多くなっている。
- エグゼ1では、
  - 同じ名前のチップは10枚まで。（コードが違っても“同じチップ”と見なされる。以下同様）
  - ナビチップは5枚まで(同名可)
- エグゼ2では、
  - 同じチップは5枚まで。
  - ナビチップはサイト・ブラザースタイルは8枚、それ以外のスタイルは5枚まで。
- エグゼ3〜5では、
  - 同じチップは4枚まで（4.5は3枚まで）
  - ナビチップや一部の強力なチップはメガクラスという名前で区別され、それらは複数入れられず、初期状態では合計5枚まで。ナビカスやスタイルチェンジ（エグゼ3）、改造カード（エグゼ4〜5）により合計枚数は変化する。ただし絶対に同名のナビチップは2枚以上入れられない。
  - また一部のさらに強力なチップはギガクラスに分類され、初期状態でフォルダに1枚までとなっている。
- エグゼ6では、
  - チップに設定された容量（MB）によってフォルダに入れられる枚数の上限が変化する。
  - 0〜19MB：5枚、20〜29MB：4枚、30〜39MB：3枚、40〜49MB：2枚、50MB〜99MB：1枚
  - これはメガクラスにも適用され、MBによっては同じものを複数入れる事も可能。合計5枚まで。ナビカス、改造カードにより変更可能。ただし同名チップの制限は相変わらず変更不可。
  - ギガクラスはすべて1枚制限がかかる容量のため特に変化なし。

## クラス分け
『エグゼ3』より、その性能に応じてバトルチップにクラス分けがなされ、同じクラスごとにフォルダに入れられる枚数が決まるようになる。また、『エグゼ5』に登場するダークチップは、いずれのクラスにも属さず、独自のルールが適用される（便宜上本項に併記する）。
スタンダードチップ
一般のチップ。殆どのバトルチップがここに属する。チップの色は灰色。同名のものは4枚まで入れられる。
『エグゼ6』のみ、同名のチップの入れられる枚数はチップ容量に依存する。これによりチップによって1〜5枚入れられる枚数が変化する。詳細は#フォルダを参照。
メガクラスチップ
ナビチップなど、スタンダードチップ以上に強力なチップがここに分類される。チップの色は水色。基本的にフォルダに5枚まで入れられる。同名のチップは1枚しか入れられない。
『エグゼ6』のみ、このクラスのチップは全てナビチップのみになり、また同名のチップの入れられる枚数はチップ容量に依存し、複数枚入れられるチップも存在する。
また、コードが基本的にナビの英語の綴りの頭文字になる。
(例)ナイトマンなら英語の綴りがknight man　になるのでコードはKになる。
ただし海外版で名前が変化してもコードは日本準拠である。
(例)ヤマトマンはYamato man　でコードはYであり
　  海外では japan man　であるがコードは変わらずYである。
ギガクラスチップ
メガクラス以上に強力なチップで、使うことで戦況を大きく変えることがある。チップの色は赤色。基本的にフォルダに1枚のみ入れられる。同名のチップは1枚しか入れられない。
ダークチップ
『エグゼ5』にのみ登場する。ギガクラスと同等かそれ以上の能力を持つ非常に強力なチップ。しかし、1度使うごとにバグが発生し、隠しパラメータ「善悪度」が悪に傾く。チップの色は紫色。フォルダには全部で3枚入れられる。同名のチップは1枚しか入れられない。
ダークチップ自体は『エグゼ4』でも登場していたが、フォルダに直接入れるようになったのは『エグゼ5』からである。詳しくは各タイトルの記事を参照。
なお、メガクラス・ギガクラスは、カスタマイズ次第で投入枚数を（数枚程度だが）増やすことも可能。
『エグゼ1』『エグゼ2』にはクラス分けが無く、ナビチップとそれ以外とでフォルダに入れられる枚数が決まる。

## 属性と系統
各バトルチップには“属性”もしくは“系統”が設定されている。詳細はシリーズごとに説明する。

### エグゼ1,2,3
『エグゼ』から『エグゼ3』までのバトルチップには属性があるが、系統は設定されていない。この属性には強弱関係があり、敵の属性に対して有利な属性で攻撃すると通常の2倍のダメージを与えられる。ただし、相手の属性に不利な属性で攻撃してもダメージ量が減ることはなく、通常と同じダメージを与えられる。また、足下のパネルによってもダメージ量が倍増したり、属性によっては何らかの効果が発揮されることがある。

#### 属性の種類
無属性
有利な属性も弱点となる属性も持たない。大半のチップがこの属性である。
炎属性
木属性に強く、水属性に弱い。クサムラパネル上の敵に通常の2倍のダメージを与える。相手が木属性ならさらに2倍されて4倍のダメージとなる。ただしエグゼ6では仕様上3倍ダメージになる。攻撃後、クサムラパネルはノーマルパネルに戻る。
水属性
炎属性に強く、電気属性に弱い。マグマパネルをノーマルパネルに戻すことができる。
電気属性
水属性に強く、木属性に弱い。2~4ではアイスパネル上の敵、5ではオーシャンパネル上の敵、6では泡に包まれている敵に通常の2倍のダメージを与える。相手が水属性ならさらに2倍され4倍のダメージとなる。攻撃後もパネルはそのままであるため、それを利用した強力な攻撃を連続して行なうことも可能である。電気属性を持つバトルチップの大半は、相手をマヒ状態にする追加効果を持つ。
木属性
電気属性に強く、炎属性に弱い。木属性の攻撃を通過させる事によりマグネットパネルを消し去る事ができる。
また、相手を無敵状態にしないバトルチップが多い。

#### 属性の強弱関係
模式的に表記すると以下の通り。（有利な属性）→（不利な属性）
| 炎 | → | 木   |
| ↑  |   | ↓    |
| 水 | ← | 電気 |

### エグゼ4,5
『エグゼ4』、『エグゼ5』ではソウルユニゾンの関係で、バトルチップには“属性”の他に、新たに“系統”が追加された。しかし、この系統には属性のような強弱の関係がないため、ダメージの倍増はできない。なお、エグゼ4とエグゼ5では系統の変更がある。
電気属性について、『エグゼ4』まではアイスパネル上の敵に2倍のダメージを与えられたが、『5』からは仕様が変更されて通常のダメージしか与えられなくなった。ただし、5にのみ存在する水パネル上にいる敵には2倍のダメージを与えることができる。また、地形効果と属性効果が重なった場合は3倍のダメージになるように変更された。

#### 系統の種類
風系
トップウ、フウジンラケットなど風に関するチップがこの系統に属する。エグゼ6からは相手のバリア・オーラを剥がす効果がついた。
ソード系
ソード、ワイドソードなど剣のチップがこの系統に属する。
ブレイク系
ホウガン、エアホッケーなどガード状態を突き破るチップがこの系統に属する。
地形系
エグゼ4のみの系統。クラックアウトなどパネルを破壊するチップがこの系統に属する。
インビジブル系
インビジブル、カワリミなど無敵状態に関わるチップがこの系統に属する。エグゼ6では廃止され、無属性として扱われている。
召喚系
ストーンキューブ、オウエンカなど、置物を出現させるチップがこの系統に属する。
カーソル系
エグゼ5から登場した系統。マークキャノン、サークルガンなど狙いを定めることに関わるチップがこの系統に属する。6では相手が張った罠を解除する効果がついた。
リカバリー系
体力の回復を行うチップがこの系統に属する。インビジブル系と同じくエグゼ6では廃止され、無属性として扱われている。
数値付加系
主にバトルチップの攻撃力を高めるチップがこの系統に属する。

### エグゼ6
エグゼ6からは系統に属性のような強弱関係や追加効果が追加され、属性と一部の系統が統合された。それによってチップのみにあった系統が、風系、ソード系、ブレイク系、カーソル系の4つの系統がナビの属性としても扱われるようになった。クロスシステムと大きく関わっている。なお、属性に関しては、アイスパネル上の敵に水属性攻撃をすると、敵が凍るようになった。

#### 系統の強弱関係
系統における加わった相関関係は以下の通り。（有利な系統）→ （不利な系統）
| 風     | → | カーソル |
| ↑      |   | ↓        |
| ソード | ← | ブレイク |

## 攻撃の特性
バトルチップの中には攻撃力だけでなく以下の特性や、追加効果を持つものがある。
のけぞり
攻撃を当てるとのけぞらせ、一瞬だけ操作不能の状態にする。相手が攻撃の動作に入っていた場合、その攻撃を中断させられる。さらに後述の無敵状態が発生しない場合は、より追加・連続攻撃がしやすくなる。対ナビ戦・通信対戦のみの効果で、対ウイルス戦には効果なし。また、スーパーアーマー（のけぞりを無効にする能力）を装備した相手にも効果がなく、隙が出来ない。
無敵
上記ののけぞりの一部に存在する特性。当たった相手がのけぞった後、一時的に無敵状態（正確にはインビジブル状態）になる。特殊な攻撃でない限り追加攻撃は不可能で、そこで攻撃が途切れてしまう。対ナビ戦・通信対戦のみの効果で、対ウイルス戦には効果なし。
ふっとび（吹き飛び）
当たった相手を強制的に後方1マス分、もしくはエリア最奥まで移動させる。設置物に対しても有効で、ふっとばした設置物を当てることでダメージを与えられる場合もある。逆に前方に引き寄せる効果も存在する。
状態異常の付加
- マヒ - しばらく操作不能状態のまま硬直させる。この間は完全に無防備のため追加攻撃がしやすくなる。スーパーアーマーの敵にも有効。『エグゼ2』より登場。
- 混乱 - ナビの移動操作が正常に行えなくなる。プレイヤーがこの状態になるとエグゼ2と3では移動方向がランダムになり、4以降は上下と左右が反転する。
- 盲目 - 一定時間、敵の位置が完全にわからなくなる。ただし、位置がわからなくなるだけで当たりさえすればダメージは与えられる。『エグゼ4』より登場。
- 拘束 - 植物のツタにより一時的に操作不能状態にし、その間何度かダメージを与える。『エグゼ3』にのみ登場。
- 移動不可 - 一時的に移動ができなくなる。攻撃などその他の行動は可能。
- 漏電 - しばらくの間移動ごとに微小なダメージを与え、そのたびにのけぞった状態にさせる。『エグゼ1』などにのみ登場。
- 凍結-操作不能なだけでなく、ブレイク性能を持った攻撃のダメージが倍化する。氷パネル上で水属性のチップを当てるほか、ある一系統のチップのみが、即座に凍結させることができる。『エグゼ6』のみの登場。

バグ
『エグゼ4』より追加。敵に「バグ」と呼ばれる異常を付加する。「戦闘中HPが減り続ける」「攻撃を一定確率で空撃ちする」など、その効果は様々。また状態異常と異なり、時間経過でも回復しない。
暗転
発動時に画面が暗くなり、時間が止まる。互いに全く動けない状態でチップの効果が発動するため、基本的に発動を潰されたり回避されたりする危険がない。
『エグゼ4』以降、通信対戦においてこの効果に関連するテクニックとして「カットイン」が導入された。
ブレイク性能
ガード状態（通常攻撃を当ててもダメージが0になる状態）の敵にもダメージを与えられる。
ソード性能
そのチップの持つ系統に関係なく、ソード系統の効果として扱われる。カゲブンシン状態(ほとんどの攻撃が当たらない)の敵にも攻撃が可能。『エグゼ6』では、風系統の敵に2倍のダメージを与える。
一部の敵はこの性能を持つチップでしか攻撃できない。
対インビジブル性能
インビジブル状態（通常攻撃は当たらない状態）の敵にもダメージを与える。対ナビ戦もしくは通信対戦で、攻撃後の無敵状態を無効化し追撃を行う手段としても有効。
対地中性能
地中の敵（通常攻撃は当たらない状態）にもダメージを与える。
バリア除去
相手の張っているバリアもしくはオーラを消し去る。ブレイク性能と異なり、除去する際にダメージは与えられない。
ナビカスオフ
『エグゼ4』より登場。通信対戦専用の効果で、相手のナビカスタマイザーで強化した特殊能力の一部をバトル中無効化してしまう。
パネル変化
　　攻撃によってパネルを変化させる。

## 性能変化

### パネル
バトルチップを実際に使うことになる戦闘は、縦3×横6マスのパネル上で行なわれる。作品ごとに様々な種類のパネルが登場し、バトルチップの影響でパネルが変化することもあれば、パネルの状態でバトルチップの攻撃力が増したり、使用不可能になったりすることもある。パネルによるナビへのダメージや悪影響は一部を除き、ナビカスタマイザーなどで排除することができるが、チップへの影響までは排除できない。よってバトルチップの性能はパネルによって大きく左右される。

### コマンド
一部のチップには、使用する際にそれぞれ決まったコマンドを入力すると攻撃範囲や攻撃回数などが変化し、性能が上がるものがある。また、1種のチップに複数のコマンドが存在する場合もあり、コマンドが複雑で入力が難しいものほど、より性能が上がる。当然、コマンド入力を失敗すると、普通の効果で使用することになる。このコマンド変化を持つチップはスタンダードチップやメガチップ、ナビチップで確認されている。

## チップリスト
シリーズに登場したバトルチップを記述する。順序は五十音順。なお、チップ名が異なっていても効果が類似していればまとめて説明をする。

### スタンダードチップリスト
本来『エグゼ1』『エグゼ2』ではバトルチップのクラス分けはないが、便宜上、ナビチップ以外のバトルチップはこのリストに記述する。『エグゼ3』〜『エグゼ5』でメガクラスだったチップは、#メガクラスチップリストの項を参照。

#### ア行
アースクェイク1〜3
登場作品：エグゼ1, 2, 5
3マス前に分銅を落とし、敵を押しつぶす。落下地点のパネルはひび割れる。
さらに2は上下、3は上下左右に爆風が広がる（パネルのひび割れは落下地点のみ）。
アイアンシェル1〜3
登場作品：エグゼ6
貫通能力のある固い甲羅を前方に転がす。穴パネルは越えられない。最奥のパネルにいる敵に２ヒットする。
アイアンボディ／ストーンボディ
登場作品：エグゼ1（アイアンボディ）、エグゼ2（ストーンボディ）
体が石のように硬くなり、どんな攻撃でも微量のダメージしか受けなくなる。ただし、その間は動くことができなくなる。
アイスウェーブ1〜3
登場作品：エグゼ3
上下2マス幅で波形を描いて進む氷の結晶を発射する。
アイスキューブ
登場作品：エグゼ1
目の前に氷でできたブロックを設置する。
アクアアッパー1〜3
登場作品：エグゼ4
ヒビになっているマスの上にいる敵に水柱を発生させて攻撃。フリートーナメントの景品。
アクアニードル1〜3
登場作品：エグゼ6
敵のいるマスめがけ、上空から水属性の針が3本落ちる。
アクアワール1〜3
登場作品：エグゼ5
目の前からから壁沿いに反時計回りで進む水の渦を下方向に発射。敵と同列に並ぶと上に進路をとり、壁にぶつかるとこちらに戻る。攻撃がヒットしたマスは水パネルに変わる。
アタック+10／アタック+20
登場作品：エグゼ2〜6 (＋10)、エグゼ2 (＋20)
直前に選択したチップの威力に10または20付加する。直前のチップに攻撃力が表示されていない場合は無効。
メガクラスの「アタック+30」も参照。
アナザーマインド
登場作品：エグゼ2
相手を混乱状態にする射撃攻撃。
アンインストール
登場作品：エグゼ6
「暗転しない、攻撃力が表示された」チップの後に選択することができるチップ。
1つ前に選択した攻撃チップに、相手のナビカスタマイザーを無効化する（ナビカスオフ）効果をつける。
アンダーシャツ
登場作品：エグゼ2
HPが0になる攻撃を受けたときに一度だけ1で持ちこたえる。3以降はナビカスタマイザーのプログラムになる。
イアイフォーム
登場作品：エグゼ2〜5
Aボタンを押し続けている間待機状態となり、その状態中に自エリアに侵入した敵を、位置に関係なく斬りつける。ソード系。5のみ攻撃時に無敵効果。
イナズマキング1〜3
登場作品：エグゼ5
3マス前にピカラーが出現し、上下左右に放電攻撃する。攻撃は敵エリア内のみに発生。
インターラプト
登場作品：エグゼ1
相手が選択しているチップを全て破壊する。『OSS』は次に選択しているチップ1枚のみを破壊する。
インビジブル1〜3／インビジブル
登場作品：シリーズ全作
一定時間透明になり一部の攻撃（対インビジブル性能）を除きダメージを受けなくなる。
『エグゼ3』までは通信対戦時に使用すると、相手からは姿が消えて位置が分からなくなる効果もあった。『エグゼ4』以降は相手にも半透明の姿が見えるようになる。
ウェーブアーム1〜3
登場作品：エグゼ6
前方に衝撃波を発する。衝撃波は1回だけ曲げることができる。
ウズシオ／ブラックホール
登場作品：エグゼ2
3マス前に渦を出現させるボールを投げ入れ、そこに足を踏み入れたウイルスを即死、ナビには大ダメージを与える。
ウッディノーズ1〜3
登場作品：エグゼ5
前方にタネを飛ばし、何も当たらずに画面外に出た場合、敵エリアの背後から2マス分の枝が伸びてくる。
エアシューズ
登場作品：エグゼ2,3
使用すると穴パネルの上を移動可能になる。エグゼ2では一度穴パネルから降りると再使用するまで乗ることはできないが、3では永続効果になった。
エグゼ3ではチップとナビカスタマイザーのプログラムが両方登場し、4以降はプログラムのみ登場する。
エアシュート1〜3／エアシュート
登場作品：エグゼ3（ランク分けあり）、4〜6（ランク分けなし）
ふっとばし性能を持つ空気弾を前方に撃つ。エグゼ4以降では風系に属する。
エアストーム1〜3
登場作品：エグゼ3
相手を吸い寄せ、敵エリアの最前列に竜巻を3つ発生させる。
エアホイール1〜3
登場作品：エグゼ5,6
周囲8マスにかまいたちを起こすホイールを前方に発射する。ランクごとに威力は同じだがかまいたちの発生回数が異なる。またエグゼ6ではホイールに竜巻を発生させる攻撃を当てることで発生回数をさらに増やすこともできる。ホイールは穴パネルで消滅してしまう。
エアホッケー1〜3／エアホッケー
登場作品：エグゼ4（ランク分けあり）、エグゼ5,6（ランク分けなし）
ブレイク性能のあるホッケーを斜めに発射する。ホッケーは相手エリア内を何度も反射する。
敵や設置物を貫通して飛ぶが、穴パネルは越えられない。
エアレイド1〜3
登場作品：エグゼ6
目の前にゼロプレーンが出現。敵を狙って銃撃する。
エスケープ
登場作品：エグゼ1,2
戦闘から離脱して強制的に戦闘を終了する。逃げられない戦闘では効果がない。
エッグスネーク1〜3
登場作品：エグゼ1
敵エリアのどこかにランダムに移動する小蛇が出現し、ぶつかった敵や物にダメージを与える。1〜3でそれぞれ属性が異なる。
エナジーボム／メガエナジーボム
登場作品：エグゼ4〜6
3マス前に複数ヒットするボムを投げつける。
エリアスチール
登場作品：シリーズ全作
相手エリアの横1列を自分のエリアにする。奪うマスに敵がいる場合はエリアを奪えず10ダメージを与える。
エグゼ1では1度エリアを奪うと、奪い返されるまで奪ったそのエリアは継続されていたが、エグゼ2以降は一定時間経つと奪ったエリアが元に戻るようになった。
アニメ版ではエリアの表現が難しいためか、素早く移動が出来るように変更。
エレキサークル1〜3
登場作品：エグゼ1
電撃がロックマンの周囲を回転する。回転数はランクによって異なるが、いずれも一度当たるとそこで攻撃は終了する。
エレキパルス1〜3
登場作品：エグゼ6
前方1マスと2マス前の縦3列に対インビジブル性能のパルス攻撃をする。
1~3でそれぞれ違う追加効果を発揮する。
エレキリール1〜3
登場作品：エグゼ5
前方に電気の糸を発射する。最初にヒットした敵や物に隣接する敵や物にもダメージが伝わる。
エレメントフレア／エレメントアイス／エレメントリーフ／エレメントサンド
登場作品：エグゼ4
前方3マスにそれぞれ炎・水・木・無属性で攻撃。
それぞれマグマ・アイス・クサムラ・アリジゴクパネルに対応しており、そのパネルの上で発動すると射程が端から端まで届くほど伸び、攻撃回数が増加する。
「エレメントレイジ」も参照。
エレメントラップ
登場作品：エグゼ6
敵に罠を張り、属性を持つ攻撃を出すと、同じ属性の大ダメージを与える。
エレメントレイジ
登場作品：エグゼ5
4に登場した「エレメント○○○」のチップを統合したもの。
立っているパネルによって属性や威力、攻撃範囲が変化する。
エンゲツクナイ1〜3／エンゲツクナイ
登場作品：エグゼ5（ランク分けあり）、エグゼ6（ランク分けなし）
周囲8マスをクナイで斬りつける。ダメージと同時にHP減少バグを与える。
オーラ
登場作品：エグゼ3
攻撃力100以下の攻撃を無効化するオーラを張る。
メガクラスの「ドリームオーラ」なども参照。
オーラヘッド1〜3
登場作品：エグゼ6
前方2マスまで飛ぶ巨大な頭を放つ。バリアかオーラを纏った状態で発動すると威力が上がる。
オオアカツナミ
登場作品：エグゼ2
ヒートスタイル専用チップ。炎属性のツナミが縦3マス幅で進む。
「ツナミ」も参照。
オウエンカ／ディスコード／ティンパニー／サイレンス
登場作品：エグゼ3〜6（オウエンカ／ディスコード／ティンパニー）、4〜6（サイレンス）
目の前にララパッパ系を設置し、一定周期で（演奏をしている間のみ）それぞれ無敵・混乱・移動不可・盲目の効果を与える（無敵は自分自身への効果）。
ララパッパのHPは作品や種類ごとに異なる。また一定時間で消滅。

#### カ行
カースシールド1〜3
登場作品：エグゼ2,3,5
攻撃をガードすると前方へ飛んで敵に噛みつく盾を構える。5では通信対戦時に移動したときパネルを乗っているとHPが減少してしまう毒沼パネルに変化させてしまうバグを与える。
カーネルアーミー
登場作品：エグゼ6
フィールド上のすべての障害物が消滅し、そのマスから傭兵が出現して銃撃する。
ガイアハンマー1〜3
登場作品：エグゼ1
目の前のマスにハンマーを叩きつけ、そこから全ての列に衝撃波が前方へ進んでいく。
カウンター1〜3
登場作品：エグゼ4
攻撃する瞬間の敵がいる場合、位置に関係なく当たる攻撃。成功すると必然的にカウンターヒットとなる。
カウントボム1〜3／カウントボム
登場作品：エグゼ1,2,5,6（ランク分けあり）、3,4（ランク分けなし）
敵エリア最前列のいずれかのパネルに時限爆弾を設置。3カウント後に敵エリア全体を爆破する。カウントボム自体の耐久力は低い。
カキゲンキン／ダイコウズイ／ヒライシン／マヨイノモリ
登場作品：エグゼ2,4,5（カキゲンキン／ダイコウズイ／ヒライシン）、エグゼ4,5（マヨイノモリ）
敵に罠を張り、それぞれ炎属性・水属性・電気属性・木属性の攻撃を出すと、同じ属性のダメージを与える。
ヒライシンとマヨイノモリにはダメージを与えると同時に麻痺・混乱の追加効果もある。
カゲブンシン1〜3／カゲブンシン
登場作品：エグゼ2（ランク分けあり）、エグゼ3（ランク分けなし）
一定時間影と化し、ソード性能を持つ攻撃以外でダメージを受けなくなる。
エグゼ2では溜め撃ちがフミコミザンに変化する。
カスタムソード
登場作品：エグゼ2〜5
前方横2マス×縦3マスの範囲に斬撃。カスタムゲージが最大に近づくほど威力が上昇するが、ゲージが溜まりきってしまうと威力はなくなる。ソード系。
カスタムボルト1〜3
登場作品：エグゼ5
放射状に広がる電撃。「カスタムソード」と同様、カスタムゲージが最大に近づくほど威力が本来の攻撃力に上乗せされるが、ゲージが溜まりきってしまうと、本来の攻撃力でのみしかダメージを与えられない（0にならない点がカスタムソードと異なる）。
またカスタムソードと違い、ゲージが溜まりきっていない場合、ゲージを消費する。
ガッツパンチ／ガッツストレート／ガッツインパクト
登場作品：エグゼ1〜3（ガッツパンチ）、エグゼ3（ガッツストレート／ガッツインパクト）
前方1マスにパンチ攻撃を行う（ガッツストレートのみ前方2マスまでパンチが飛ぶ）。使用時に目の前に物があった場合、物を前に押せる。エグゼ3の場合はそれぞれ、コマンド入力によって攻撃を変化させることが出来る。
ガッツパンチ1〜3
登場作品：エグゼ4
前方1マスにパンチ攻撃を行う。上記の「ガッツパンチ」と異なり、ガッツマンが出現してパンチを繰り出す。
フリートーナメントの景品。
カモンスネーク
登場作品：エグゼ3〜6
自エリアの穴パネルから蛇が出現。一番近い敵目がけて飛んでいく。
カモンレイン
登場作品：エグゼ5
一番近い敵1体に雨を降らせて攻撃する。自エリアの水パネルを吸い込んで攻撃回数が増加する。
カラーポイント
登場作品：エグゼ4〜6
自エリアの最前列を相手エリアに塗り替え、その数×10だけ後に選んだ攻撃チップの威力を増やす。
メガクラスの「ダブルポイント」も参照。
カワリミ
登場作品：エグゼ2〜6
敵に罠をはり、次に受けた攻撃を無効にしつつ、一番近くの敵に上空から手裏剣を投げる。ソード性能。
カンケツセン
登場作品：エグゼ2〜5
3マス前に投げつけ、穴パネルに落ちると周囲8マスに水攻撃。
ガンデルソル1〜3
登場作品：エグゼ4〜6
2列前の縦3マスに太陽光を照射し、範囲内の敵のHPを減少させてゆく。屋外からプラグインしていると減少するスピードが倍加する。
キャッチマシーン
登場作品：エグゼ2
UFOサニーを前方へ飛ばし、当たった相手が持っているチップを破壊してしまう。
キャノン／ハイキャノン／メガキャノン
登場作品：シリーズ全作
キャノンを撃ち、前方の敵1体を攻撃する。
キャノンはシリーズ全作を通じ、フォルダに最初から入っているチップの1つである。
キラーセンサー1〜3
登場作品：エグゼ3,6
目前にセンサーを置く。敵が監視範囲内に入ると電気属性のビームで攻撃。ビームには対インビジブル性能、ガードブレイク効果を持ち、攻撃後に麻痺状態にする。
監視範囲は、1は横一列を監視。2は上下の横列に置くと斜め方向を監視し、中央横列に置くと横一列を監視する。3は2と同じだが、こちらはセンサーが消えるまで複数回攻撃が可能。エグゼ6では全てのキラーセンサーの監視範囲、攻撃回数はエグゼ3のキラーセンサー2と同様である。
クイックゲージ／ヘビーゲージ
登場作品：シリーズ全作
そのバトル中、カスタムゲージのスピードが速く（遅く）なる。重ね掛けできないが、クイックはヘビーで、ヘビーはクイックで上書きされる。
クラウド／モアクラウド／モストクラウド
登場作品：エグゼ1,2
最も近い敵のいる縦列に雨雲を往復させ、雨で攻撃する。
クラックアウト／ダブルクラック／トリプルクラック
登場作品：エグゼ4,5
それぞれ目の前の1マス・前方2マス・縦3マスを穴パネルにする。敵や物がある場合はヒビにするのみ。
クラックシュート／ダブルシュート／トリプルシュート
登場作品：エグゼ6
それぞれ目の前の1マス・前方2マス・縦3マスのパネルを前方に飛ばして攻撃する、攻撃とパネル破壊を兼ねたチップ。敵や物があるマスと穴パネルは飛ばすことができない。
クラックボム／パラライズボム／リセットボム
登場作品：エグゼ5
3マス前に、縦3マス分に爆風を起こす爆弾を投げつける。それぞれパネル半壊・麻痺・一部ナビカス無効化の効果を持つ。
グリーンウッド1〜3
登場作品：エグゼ4
フリーバトルの景品。敵が乗っているクサムラパネルから、ウッディタワーが発生。
グリーンロープ1〜3
登場作品：エグゼ3
自分の周囲1マスにいる敵を、蔦で拘束状態にする。木属性。
クロスガン／ヒートクロス／バブルクロス
登場作品：エグゼ1〜2（クロスガン）、エグゼ2（ヒートクロス、バブルクロス）
前方へ撃ち、命中した場合その斜め4マス（左上、左下、右上、右下）にも誘爆する射撃。属性はそれぞれ無属性・炎属性・水属性。
ゴーイングロード／カミングロード
登場作品：エグゼ6
自分がいる列のうち、敵エリア内のマスをすべて矢印パネルに変える。矢印はそれぞれ、敵エリア奥・敵エリア最前列の方向となる。
コールドパンチ
登場作品：エグゼ1,2
前方1マスにパンチ攻撃を行う。使用時に目の前に物があった場合、物を前に押せる。水属性。
ゴーレムパンチ1〜3
登場作品：エグゼ6
自分のいる横列の一番前の相手エリアに拳を落とし縦3マス分の範囲を攻撃する。ブレイク性能。
コーンショット1〜3
登場作品：エグゼ6
前方に発射し、ヒットしたマスの奥に敵や物があると誘爆するショット。攻撃したマスはクサムラパネルになる。
コガラシ／ネップウ
登場作品：エグゼ2
属性付き（コガラシは木、ネップウは炎）のトルネード。2マス前に8ヒット攻撃。
コピーダメージ
登場作品：エグゼ3〜6
前方の敵にカーソルを表示させ、他の敵に与えたダメージをコピーする。敵がどんな状態でもダメージを与えることができる。

#### サ行
サークルガン1〜3／サークルガン
登場作品：エグゼ4（ランク分けあり）、エグゼ5,6（ランク分けなし）
敵エリアの外周をルーレットのようにカーソルが回り、止めた箇所から3マス先までの外周を攻撃する。エリアが狭いとカーソルが重なり、複数回当たる。穴パネルの上の敵には当たらない。
サーチボム1〜3
登場作品：エグゼ4
フリーバトルの景品。いちばん近い敵目がけて落ちる爆弾を投げる。
サイドガン／バブルサイド／ヒートサイド
登場作品：エグゼ3（サイドガン）、エグゼ3〜4（バブルサイド、ヒートサイド）
前方へ撃ち、命中した場合その両脇の2マス（上と下）にも誘爆する射撃。属性はそれぞれ無属性・炎属性・水属性。
サイドバブル1〜3
登場作品：エグゼ5
両斜め方向へ錨の入った泡を飛ばす。泡が攻撃されると中の錨が前方に飛ぶ。
サイドバンブー1〜3
登場作品：エグゼ4
3列前のフィールドの外にキルブーが出現。縦2マス分の竹槍をフィールドに向けて突き刺す。
サテライト1〜3
登場作品：エグゼ2
縦3マス分の振れ幅で波形を描いて飛ぶ衛星。置物に当たるとその周囲を回転する。
サボテンボール1〜3
登場作品：エグゼ5
前方へサボテコロンの頭を転がす。3マス以上遠くの敵や物にぶつかると、1つ前のマスに戻る→再びぶつかるを繰り返し、最大4ヒットする。
サムライソード1〜3
登場作品：エグゼ5
縦3マス、横2マスの順に斬りつける。エグゼ4のハヤブサギリと類似の性能。
サモンブラック1〜3
登場作品：エグゼ6
目の前に穴パネルがある場合のみ発動。穴からナイトメアが出現し、一番近い敵をワイドソードで攻撃する。
サンダーボール1〜3／サンダーボール
登場作品：エグゼ1,4（ランク分けあり）、エグゼ5,6（ランク分けなし）
電気属性。ゆっくり進む電気の球を撃つ。
エグゼ1では前方に真っ直ぐ進む。エグゼ4以降は敵を追尾し、さらに当たると麻痺状態にする。
サンドリング
登場作品：エグゼ4
前方に砂の輪を放ち、敵か物に当たるとそのパネルをアリジゴクパネルに変える。
サンドワーム1〜3
登場作品：エグゼ6
敵の背後からスナームが出現して攻撃。敵がエリア最奥にいる場合は不発。
ショックウェーブ／ソニックウェーブ／ダイナウェーブ／グレートウェーブ
登場作品：エグゼ1〜3（ショックウェーブ／ソニックウェーブ／ダイナウェーブ）、エグゼ3（グレートウェーブ）
横一列を進む衝撃波を放つ。穴パネルは越えられずそこで消える。上位ほど衝撃波のスピードが速く、グレートウェーブのみ衝撃波が通過したパネルがひび割れる。
ショットガン／バブルショット／ヒートショット
登場作品：エグゼ1〜3（ショットガン）、エグゼ2〜4（バブルショット、ヒートショット）
前方へ撃ち、命中した場合その後ろ1マスにも誘爆する射撃。属性はそれぞれ無属性・炎属性・水属性。
シラハドリ
登場作品：エグゼ2〜6
敵に罠をはる。相手から受けたソード性能の攻撃を無効にし、縦3マス幅のソニックブームで3回斬り返す。
シングルボム／ダブルボム／トリプルボム
登場作品：エグゼ3
3マス前に飛び、上下3マス幅に爆発する爆弾を、それぞれ1〜3回連続で投げる。
スーパーキタカゼ
登場作品：エグゼ3〜5
相手が使っているバリアやオーラを吹き飛ばす。復活するバリアの場合、その復活の効果をも無効化する。
スカルチェーン1〜3
登場作品：エグゼ5
3マス分敵目がけて進む貫通攻撃。当たると混乱する。
スチールゼリー1〜3／スチールゼリー
登場作品：エグゼ3（ランク分けあり）、エグゼ4,5（ランク分けなし）
敵エリアの最前列にジェライムを落とす。何もないパネルは自エリアに塗り替え、敵や障害物があった場合にはダメージを与える。
エグゼ4以降はそれぞれの横列の最前列を塗り替える。
スチールパニシュ／スチールリベンジ
登場作品：エグゼ2〜6（スチールパニシュ）、エグゼ3〜6（スチールリベンジ）
相手に奪われた（塗り替えられた）パネルの枚数分、ダメージを敵全体に与える。
エグゼ5からはさらにダメージを与えた後相手を最奥まで吹き飛ばし、奪われたパネルを自エリアに戻す。
ステルスマイン1〜3／ステルスマイン
登場作品：エグゼ1（ランク分けあり）、エグゼ2〜6（ランク分けなし）
敵エリアのどこかに見えない地雷を設置。エグゼ6ではフロートシューズ装備の敵には効かない。置物扱いで2つまで設置できる。
ストーンアーム1〜3
登場作品：エグゼ3
目の前にクエイカーを落下させ、その1マス前をヒビに変え、地を這う衝撃波で攻撃。画面が揺れている間は相手の移動を封じる。
ストーンキューブ
登場作品：シリーズ全作
目の前1マスにブロックを設置。他のチップで前方に動かすことができ、ぶつけると200ダメージ。
『エグゼ1』のみフィールド内の3マスがランダムで選ばれ、合計3つ出現する。
スプレッドガン／スプレッドガン1〜3／／バブルスプレッド／ヒートスプレッド
登場作品：エグゼ1〜5（スプレッドガン）、エグゼ6（スプレッドガン1〜3）、エグゼ1〜2（バブルスプレッド／ヒートスプレッド）
前方へ撃ち、命中した場合その周囲1マス（8マス分）にも誘爆する射撃。バブルスプレッドとヒートスプレッドはそれぞれ水属性・炎属性を持つ。
スペースユラ1〜3
登場作品：エグゼ5
縦3マス分の振れ幅で波形を描いて飛ぶ衛星。置物に当たるとその周囲を回転する。
「サテライト」との違いは、敵を撃破（置物を破壊）した場合のみ貫通して進む点と、上下の横列で発動すると振れ幅が2マス分になる点、置物に当たっても周回しない点。
スモールボム／クロスボム／ビッグボム
登場作品：エグゼ1〜2（スモールボム、クロスボム）、エグゼ1,2,6（ビッグボム）
3マス前に爆弾を投げつける。スモールボムは着弾点の上下1マス、クロスボムは上下左右1マス、ビッグボムは周囲1マスに爆風が広がる。
センシャホウ1〜3
登場作品：エグゼ5,6
戦車砲で前方に砲撃を放つ。直撃した場合ふっとばし効果あり。何にも当たらなかった場合は、敵エリア最奥の上下3マス分に爆風が広がり、パネルを半壊させる。
ソード
登場作品：シリーズ全作
目の前1マスをソードで斬りつける。
シリーズ全作を通じ、最初からフォルダに入っているチップの1つである。

#### タ行
ダークホール
登場作品：エグゼ3,4
目の前にダークホールを出現させる。3では闇のチップを使うのに必要で、4ではナビチップDSの威力に影響する。
ダイナマイト1〜3
登場作品：エグゼ1
目前にセンサーつきの爆弾を置く。敵がセンサーの範囲内に入ると。その方向に爆発。
センサーの範囲はそれぞれ前方・両斜め前・両脇（上下）方向。
「フロントセンサー／ダブルセンサー」も参照。
タイフーン／ハリケーン／サイクロン
登場作品：エグゼ1
2マス前に複数回ヒットする竜巻を発生させる。それぞれ威力は同じだがヒット数が異なる。
「トルネード」も参照。
ダッシュアタック／ダッシュコンドル
登場作品：エグゼ1〜3（ダッシュアタック）、エグゼ3（ダッシュコンドル）
キオルシンを掴み、前方に一直線に高速の体当たり。攻撃中は無敵状態で、敵を貫通する。
ダブルニードル／トリプルニードル／テトラニードル
登場作品：エグゼ2
前方に針を複数回発射。威力は同じで、攻撃回数がそれぞれ2回・3回・4回。敵は貫通しない。
チャージスパーク
登場作品：エグゼ2
エレキスタイル専用のチップ。周囲8マスに電撃。Aボタンを押し続けている間HPが減り、その分が本来の攻撃力に上乗せされる。またその間はガード状態になる。
ツインファング1〜3
登場作品：エグゼ4
自分の前の上下両脇に牙が発生。前方に飛ばす。上下列で使った場合斜めと正面に牙が発生。
ツナミ／アカツナミ／オオツナミ／ドロツナミ
登場作品：エグゼ1〜3（ツナミ／アカツナミ）、エグゼ1（オオツナミ）、エグゼ3（ドロツナミ）
縦3マス幅で津波が発生。貫通せず、穴パネルでも止まる。属性はツナミとオオツナミが水、アカツナミが火、ドロツナミが木。
ツナミホール／アカツナミホール／ドロツナミホール
登場作品：エグゼ5
自エリアにある対応したパネル（それぞれ水パネル・マグマパネル・穴パネル）から津波が発生。
津波そのものの性質はツナミ系と同じ。
デスマッチ1〜3／デスマッチ
登場作品：シリーズ全作
フィールド上のすべてのパネルを、1はヒビに、2は穴パネルに、3は毒パネルに変える。
ただし2はロックマンや敵、物が乗っているパネルはヒビになるのみ。
『エグゼ6』は2の（穴パネルに変える）効果を持つチップのみが「デスマッチ」の名称で登場。
テッキュウ／ホウガン／ヨウガンホウガン／コオリホウガン
登場作品：エグゼ2（テッキュウ）、エグゼ1〜5（ホウガン）、エグゼ3（ヨウガンホウガン／コオリホウガン）
3マス前にガードブレイク効果を持つ鉄球もしくは砲丸を投げつける。テッキュウとホウガンはパネル破壊効果を持ち、ヨウガンホウガンとコオリホウガンは着弾したパネルを破壊ではなく塗り替える。コオリホウガンは水属性で、着弾したパネルはアイスパネルになる。ヨウガンホウガンは炎属性で、着弾したパネルはマグマパネルになる。
テンジョウウラ
登場作品：エグゼ1,2
次のチップ攻撃を繰り出すまで、インビジブル状態になる。時間経過でも解けるが、インビジブルより非常に効果が長い。
トーテム1〜3
登場作品：エグゼ3
炎属性。前方3マスに炎を吐くトーテムを目前に置く。攻撃後は、ロックマンのHPを120回復。攻撃回数と回復回数はランクが上がるに連れて増えていく。
ドールサンダー1〜3
登場作品：エグゼ6
横列に貫通する電撃を放って攻撃する。
トップウ／スイコミ
登場作品：エグゼ2〜
目の前に耐久力100（5から200）のウィンドボックスを設置し、相手を吹き飛ばす（吸い込む）。
トライデント
登場作品：エグゼ2
横方向に、貫通しない3連射の槍攻撃。1発の攻撃力が「トリプルニードル」に勝り、攻撃回数は「テトラニードル」に劣る。
チップのイラストは前作の「トリプルアロー」系のもの。
ドリームオー／ドリームオーラ1〜3
登場作品：エグゼ1(ランク分けなし)、エグゼ2(ランク分けあり)
1とランクなしは100、2は150、3は200以下の攻撃を完全に無効にする。
『エグゼ3』以降「ドリームオーラ」としてメガクラスに編入される。
トリプルアロー／トリプルスピア／トリプルランス
登場作品：エグゼ1
3連射の槍攻撃。敵を貫通はしない。
ドリルアーム1〜3／ドリルアーム
登場作品：エグゼ5（ランク分けあり）、6（ランク分けなし）
2マス前までをドリル攻撃。ブレイク性能があり、相手を最大2マス分吹き飛ばす。最大3ヒット。
トルネード
登場作品：エグゼ2〜
2マス前に8ヒットの竜巻。『エグゼ3』『エグゼ4』では砂（アリジゴク）パネルではヒット数が倍になる。
『エグゼ5』『エグゼ6』では攻撃先のパネルに応じて色が変化する。属性は変わらないが、ヒット数が倍になる。
トレインアロー1〜3
登場作品：エグゼ6
前方にアロー攻撃。敵と自分との距離が離れているとアローの数が増える。

#### ナ行
ナイト
登場作品：エグゼ3
登場作品：チェスのナイトの駒を前方に放つ。自分の縦移動に合わせて移動する列を変える。
ナビ+20
登場作品：エグゼ2〜
ナビチップの後に選択すると、その攻撃力が20追加される。数値付加系。
ナビスカウト
登場作品：エグゼ2~
相手に罠をはる。相手が使ったナビチップを寝返らせ、自分がいるマスで発動する。お互いに仕掛けていると元の持ち主に戻る。
『エグゼ5』からはナビ名がそのままチップ名になっているチップ以外の系統が奪えなくなった。
ナンバーボール1〜3
登場作品：エグゼ4
フリートーナメントの景品。攻撃力がその時のHPの下2桁の数値になるボール攻撃。発射数はそれぞれ3発・4発・5発。敵は貫通しない。5ではメガクラスに編入され、ランクが1つのみになったが、6でスタンダードに戻った。
ニードルマシン1〜3
登場作品：エグゼ3
Aボタンを押している間、目の前からニドキャスターが前進。離すと停止し、そのマスから前と上下の3方にニードル攻撃。
ノイズストーム
登場作品：エグゼ4〜
8ヒットする竜巻を発生。通常の攻撃範囲は2マス前のみ（「トルネード」と同様）だが、バグがあると竜巻の数が増える。悪のチップ。

#### ハ行
バーニングボディ／バーニングクロス
登場作品：エグゼ2,3（ボディ）、3（クロス）
ボディは自分のいるマスを中心に上下左右、クロスは目の前1マスを中心に十字状に炎を噴き出す。
バーンスクエア1〜3
登場作品：エグゼ6
エリアを時計回りに回る2×2のカーソルをAボタンで止め、カーソルの位置に火柱攻撃。
バウンドノート1〜3
登場作品：エグゼ4
2マス前に投げる、1マスおきに跳ねる音符。何かを踏みつけると、その場でさらに2回跳ねる。
バグボム
登場作品：エグゼ4~
3マス前に爆弾。しばらくすると周囲8マスに爆発し、相手にバグを与える。ウイルスには混乱のみ。
バスターアップ
登場作品：エグゼ5,6
そのバトル中、バスターの攻撃力が1上がる。相対的にチャージショットの攻撃力も上がる。
バスターガード／バスターボム／バスターソード／バスターパンチ
登場作品：エグゼ1
次にカスタム画面を開くまで、Bボタンでメットガード（ガード）、ミニボム（ボム）、ソード（ソード）、ガッツパンチ（パンチ）が使える。
バッドスパイス1〜3
登場作品：エグゼ2,3
すべてのクサムラパネルに胞子をまき散らす。エグゼ3では当たると混乱する。
バッドメディスン
登場作品：エグゼ2~
相手に罠をはる。相手がリカバリーを使うと、その回復量だけ相手にダメージを与えエグゼ4以降は足元を毒パネルにする。
パニックムード
登場作品：エグゼ3
自分が混乱しているときのみ使えるチップ。相手も混乱させ、設置されている置物をすべて破壊。
パネルアウト1／パネルアウト3
登場作品：エグゼ1~3
前者は前方1マスを穴パネル、後者は前方縦3マスを穴パネルにする。敵がいると10ダメージを与えるだけで何もしない。
パネルシュート1〜3
登場作品：エグゼ4
フリートーナメントの景品。1は目の前、2は前後、3は上下左右のパネルを浮き上がらせ、横方向に飛ばす。パネルは穴になる。
パネルスチール
登場作品：エグゼ2〜
同じ横列の相手エリア最前列の1マスを、自分のエリアに塗り替える。一定時間経つと、奪ったエリアは元に戻る。
パネルリターン
登場作品：シリーズ全作
自分をパネルの状態を元に戻す。ただし置物はリセットされない。
バブルスター1〜3
登場作品：エグゼ6
縦3マスの幅で揺れながら進むヒトデスタを発射。ダメージを受けるとバブル状態になる。
バブルラップ1〜3／バブルラップ
登場作品：エグゼ1（1~3）、2,5,6（バブルラップ）
一度だけ攻撃を無効にする泡。破壊されても復活するが、電気属性の攻撃を受けると2倍のダメージを受け復活しなくなる。
ハヤブサギリ1〜3
登場作品：エグゼ4
フリートーナメントの景品。ワイド→ロングの順に縦3マス、横2マスを攻撃。5のサムライソードとの違いは暗転すること。
バリア（エグゼ1〜2）
登場作品：エグゼ1,2
一度だけならどんな攻撃も無効にすることができるバリアを張る。
バリア（エグゼ3〜6）／バリア100／バリア200
登場作品：エグゼ3〜6
バリアを張る。耐久力は順に10、100、200で、蓄積された分は回復しない。4,5では善のチップ。
バリアブルソード
登場作品：エグゼ2〜6
普通に使うと前方1マスに斬撃。使用中にコマンド入力することにより攻撃範囲や攻撃回数が変化する。ソード系。
バルカン1〜3
登場作品：エグゼ4〜
前方にバルカン砲。ヒットすると1マス奥に貫通する。連射数は順に3→5→7（エグゼ4、5）。
エグゼ6では連射数は順に3→4→5と減ってしまったが代わりに1発あたりの威力が上がった。
パルスビーム1〜3
登場作品：エグゼ5
前方に超音波。敵以外の障害物に当たると周囲に広がり、麻痺効果がつく。
バンブーランス
登場作品：エグゼ2〜6
木属性。敵エリア最後列の縦3マスに竹槍攻撃。当たった相手は1マス前に押し出される。
ビーアロー1〜3
登場作品：エグゼ3
同列を飛行する蜂。敵エリアに入ると斜め方向に進む。
ヒートドラゴン／アクアドラゴン／エレキドラゴン／ウッドドラゴン
登場作品：エグゼ6
最寄りの敵がいる縦列にドラゴンが出現、その縦列と奥の縦列を攻撃する。
アクアは氷、エレキはヒビ、ウッドはクサムラパネルに変化させる。
ヒートバルーン／アクアバルーン／エレキバルーン
登場作品：エグゼ2
それぞれ順に炎属性、水属性、電気属性を持ち、物か敵に当たるとそのエリア全体に爆発する。バルーンに攻撃を当てると、その分の威力が加算されてゆく。
ヒートブレス／ブリザード／エレキショック／ウッディパウダー
登場作品：エグゼ4
放射状（目の前1マス、2マス前の縦3マス）に広がる攻撃。攻撃後、対応したパネルに変化する。属性は順に火、水、電気、木。
変化するパネルは順にマグマ、アイス、ヒビ、クサムラ。
ヒートボディ1〜3
登場作品：エグゼ5
自分のいるマスと、その周囲にいる敵や物に炎攻撃。さらに隣り合う敵や物に燃え移り、それらにもダメージ。
ビッグハンマー1〜3
登場作品：エグゼ4
置物。ガイアントを目の前に置き、しばらくすると目の前のマスにハンマーを振り下ろす。エリアにランダムでヒビを入れ、攻撃判定は目の前の1マスのみ。
ファイア+40,+30／アクア+40,+30／エレキ+40,+30／ウッド+40,+30
登場作品：エグゼ2（+40）、3（+30）
それぞれ順に火、水、電気、木属性のチップの後に選ぶと、攻撃力が追加される。
ファイアパンチ1〜3
登場作品：エグゼ5
前方の3列までで、一番近い敵のいる列に炎のパンチ。瞬間移動には弱い。
ファイターソード／ナイトソード／パラディンソード
登場作品：エグゼ1,2
前方3マス分を斬りつける。また、エグゼ2のみノーマルスタイル専用となっている。
3以降のメガクラスの「パラディンソード」も参照。
ブイガン／バブルブイ／ヒートブイ
登場作品：エグゼ2〜3（ブイガン）、エグゼ2〜4（バブルブイ、ヒートブイ）
前方へ撃ち、命中した場合その斜め奥2マス（右上と右下）にも誘爆する射撃。属性は順に無属性、水属性、炎属性を持つ。
フウアツケン
登場作品：エグゼ3
前方縦3マスをソードで攻撃。敵を最後列まで吹き飛ばす。
フウジンラケット
登場作品：エグゼ4〜
前方の縦3マスを攻撃する。攻撃したとき（ヒットしなくても）相手を後方まで飛ばす。
ブーメラン（ブーメラン1〜3）／ハイブーメラン／メガブーメラン
登場作品：エグゼ3,4（ブーメラン1~3）、5（ブーメラン）、6（ハイブーメラン他）
エリアの外周に沿って飛ぶ、貫通するブーメラン。6に登場したブーメラン系は、攻撃の通過したマスがクサムラパネルに変化。
フォレストボム1〜3
登場作品：エグゼ2
3マス前にタネを投げる。敵か味方の水属性攻撃を受けるか時間経過で成長し、横方向に木の杭を発生させる。
水属性で成長した場合威力が2倍になる。
フミコミザン／フミコミクロス
登場作品：エグゼ2,3,6（フミコミザン）、エグゼ3（フミコミクロス）
自エリア敵エリア関係なく2マス前に踏み込んで斬撃攻撃を行う。フミコミザンは前方縦3マスをソードで攻撃。フミコミクロスは2マス前に踏み込んでX字に斬撃。なお、X字の交点は威力2倍となる。
ブラインド
登場作品：エグゼ4,5
強い光で相手を盲目状態にする。インビジブルを解除できる。
ブラザーフッド1〜2
登場作品：エグゼ3
目の前にツインザーを設置。1は発生中に敵エリアをカーソルで攻撃し、HPが赤くなると勢いが増す。2はHPが赤くなると体力を回復する。
プラズマボール1〜3
登場作品：エグゼ3
目の前にパラボールを設置し、その周囲を2つの球で攻撃する。
ブラックボム／ブラックボム1〜3
登場作品：エグゼ2, 4, 5, 6（ランク分けなし）、エグゼ3（ランク分けあり）
3マス前に不発弾を投げる。炎属性の攻撃を当てると爆発し、置かれているエリア全体を炎属性攻撃する。
設置した不発弾は置物属性。また投げた不発弾が敵に直撃した場合、無属性・ガードブレイク効果つきとなる。
フラッシュボム1〜3
登場作品：エグゼ6
3マス前に爆弾を投げる。しばらくすると周囲8マスを巻き込んで爆発し、ダメージを与えた敵全員を麻痺させる。
フリーズボム
登場作品：エグゼ2
アクア専用。3マス前に相手を凍らせるフリーズボムを投げつける。
ブリザードボール
登場作品：エグゼ6
横方向に進む雪玉。進路上に置物がある場合、それらを巻き込んで大きくなり、攻撃力が増加する。
プリズム
登場作品：エグゼ2、3
3マス前にプリズムを発生させる。攻撃を当てると周囲8マスに反射し、ダメージを与える。
フルカスタム
登場作品：エグゼ2~
使用した時点でカスタムゲージが満タンになる。
エグゼ2では5枚投入可能だが、それ以降はメガクラスに編入。6でも1枚しか投入できない。
ブレイクハンマー
登場作品：エグゼ1〜3
ブレイク性能を持つ巨大なハンマーで目の前1マスに攻撃する。2から攻撃力が表示されるようになった。
フレイムオーラ／アクアオーラ／ウッドオーラ／エレキオーラ
登場作品：エグゼ1,2（フレイムオーラ、アクアオーラ、ウッドオーラ）、エグゼ2（エレキオーラ）
属性付きのオーラ。アクアは水属性で10、フレイムは炎属性で40、ウッドは木属性で80、エレキは電気属性で100以下の攻撃を無効にする。
ただし、それぞれ弱点の攻撃を受けるとダメージに関係なくオーラが消える。
フレイムソード／アクアソード／エレキソード／バンブーソード
登場作品：エグゼ1〜3, 6（フレイムソード、アクアソード、エレキソード）、エグゼ3,6（バンブーソード）
属性つきのワイドソード。目の前縦3マス分を斬りつける。属性は順に炎属性、水属性、電気属性、木属性を持つ。
フレイムタワー／アクアタワー／ウッディタワー
登場作品：エグゼ1
それぞれ横に進む炎、水、木の柱を発生させる。横に進む間、進行方向を上下に操作できる。属性は順に炎属性、水属性、木属性を持つ。
フレイムブレード／アクアブレード／エレキブレード
登場作品：エグゼ2
属性つきのロングソード。前方2マス分を斬りつける。順に炎属性、水属性、電気属性を持つ。
フレイムライン1〜3
登場作品：エグゼ4
2マス前の縦3マスに火柱を発生させる。攻撃力が高い。
プロペラボム1〜3
登場作品：エグゼ4
フリーバトルの景品。前方に空飛ぶ爆弾を放つ。敵や物に当たらずに画面外に消えると、右端から2列分の爆風が発生する。
ブロンズフィスト／シルバーフィスト／ゴールドフィスト
登場作品：エグゼ2
前方1マスにパンチ攻撃を行う。ただし、それぞれ、コマンド入力で攻撃範囲を変えることが出来る。
フロントセンサー／ダブルセンサー
登場作品：エグゼ2
フロントセンサーは前方に敵が来たら、ダブルセンサーは斜めに敵が来たら自動的に爆発する。
ヘビーシェイク1〜3
登場作品：エグゼ3
3マス前にヘビーアレイを投げつける。上下に揺れて攻撃する。
ヘルズバーナー1〜3
登場作品：エグゼ6
3マス分の射程を持つ地獄の炎で攻撃する。攻撃の出たパネルをヒビにする。

##### ポイズンマスク／ポイズンフェイス
登場作品：エグゼ2、3
目の前にシールド。マスクは盾の目の前を、フェイスは盾の周囲に毒攻撃。
ボーイズボム1〜3
登場作品：エグゼ4、5
自エリア最前列に、エグゼ5では目の前に、周囲8マスに爆発を起こす爆弾を置く。エグゼ5からはロックバスターでも1マス右に動かせるようになった。
ホーリーパネル
登場作品：エグゼ2〜
目の前のマスをダメージ半減のホーリーパネルに変える。4,5では善限定。
ポーン
登場作品：エグゼ3
目の前にガード状態の駒を置く。Aボタンを押すとロングソードで攻撃する。
ボルカノキャノン
登場作品：エグゼ3
マグマキャノンの強化版。火山型の砲身から前方と上下列に炎属性の砲撃を行う。攻撃する際、自エリアのマグマパネルを吸収し、その数だけ攻撃力が上昇する。
ホワイトウェブ1〜3
登場作品：エグゼ4
ランクに応じた列にクモの巣。それぞれ上、中、下の列をカバーし、当たっても無敵時間が発生しない。
ホワイトカプセル
登場作品：エグゼ6
攻撃チップの後に選択できるチップ。その攻撃をヒットさせると麻痺効果が付与される。

#### マ行
マークキャノン1〜3
登場作品：エグゼ5
前方の3列までを照準が進み、最初にヒットした相手を砲撃する。カーソルが重なった時点で相手を麻痺させる。
マグナム1〜3／マグナム
登場作品：エグゼ3（ランク分けあり）、4〜（ランク分けなし）
横（縦）1列分をカバーする照準が出現。カーソルを止めるとその列を攻撃し、何もない場所は穴パネルになる。
マグネコイル
登場作品：エグゼ6
3マス先まで届く磁場を発生させ、上下にいる敵を吸い寄せる。
マグネットボム1〜3
登場作品：エグゼ2
3マス前に爆弾を投げつける。着弾したマスに磁場が発生し、そのマスを踏んでいる敵の移動を封じることができる。
マグボルト1〜3
登場作品：エグゼ4
同列の敵を吸い寄せ、目の前まで来ると電撃を浴びせる。攻撃判定は目の前の1マスのみ。
マグマキャノン1〜3
登場作品：エグゼ3
火山型の砲身から前方の列に炎属性の砲撃を行う。攻撃する際、自エリアのマグマパネルを吸収し、その数だけ攻撃力が上昇する。
マグマシード／アイスシード／クサムラシード／オーシャンシード／ポイズンシード
登場作品：エグゼ5,6（アイス、クサムラシード）、エグゼ5（マグマ、オーシャンシード）、6（ポイズンシード）
3マス前にタネを投げる。直撃しなかった場合は着弾点とその周囲8マスを、それぞれ対応するパネルに変える。
直撃はダメージを与え、パネル変化はそのマスのみ。
マグマステージ／アイスステージ／クサムラステージ／サンドステージ／メタルステージ
登場作品：エグゼ2、3（サンド、メタルステージは3のみ）
すべてのパネルをそれぞれマグマ、アイス、クサムラ、サンド、メタルパネルに変える。
マグマドラゴン
登場作品：エグゼ2
目の前の穴パネルからドラゴンが出現。前方の敵がいるマスに炎を吐いて攻撃する。
マグマライン／アイスライン／クサムラライン／マグネットライン
登場作品：エグゼ2
自分のいる横列をそれぞれマグマ、アイス、クサムラ、マグネットパネルに変える。
マシーンソード／エレメントソード／アサシンソード
登場作品：エグゼ6
マシーンは麻痺状態の敵を、エレメントはクサムラ、アイス、火口パネル上の敵を、どこからでも斬りつける。
アサシンソードは上記2つの効果を持っているため、どちらかの条件に当てはまればどこからでも攻撃できる。
マシンガン1〜3
登場作品：エグゼ6
一番近い敵を狙って上下に往復する射撃。
ミニボム
登場作品：シリーズ全作
3マス前に爆弾を投げつける。威力50。
シリーズ全作を通じ、フォルダに最初から入っているチップの1つ。
ムラマサ
登場作品：エグゼ1,2
最大HPから現在HPを引いた値が威力になるソード。ただし999を上回ることはない。前方1マスに斬撃。
メタルギア1〜3
登場作品：エグゼ4
前方の相手エリア左端に、ガード状態の歯車を出現させる。フリートーナメントの景品。
メタルシールド
登場作品：エグゼ1
Aボタンを押し続けると目の前のマスにシールドを構える。その間はガードブレイク攻撃以外は受け付けないが、動くことができない。
メットール／ラビリー／ガルー／モモグラン／スウォーディン／チャマッシュ／ジェリー／キラーズアイ／ドリームビット
登場作品：エグゼ3
チップ名のウィルス(またはその強化版)を自分の1マス前に呼び出す(そのマスが穴パネルだった場合、ウィルスが落ちてしまい攻撃できない)。
攻撃力はウィルス飼育機のウィルスにあげたバグのかけらの数で変動する。
メットガード／メットガード1〜3
登場作品：エグゼ1〜3（メットガード）、4,5（メットガード1~3）
Aボタンを押し続けると、一時的にメットで敵の攻撃を防ぐことができる（後の作品ではAボタンを押し続ける必要が無くなった）。
攻撃を防ぐと1回だけ、地を這う衝撃波で反撃する。
メテオ9／メテオ12／メテオ15／メテオ18
登場作品：エグゼ2
目前に杖を置き、敵エリアにランダムにチップ名に付いている数だけ隕石を降らせる。炎属性。杖を破壊されると攻撃を中断する。
メテオアース1〜3
登場作品：エグゼ5
敵のいるマスとその周囲に隕石が落ちる。地面はヒビに。暗転しないため重ね掛けでき、杖を設置しないため確実に最後まで攻撃できる。
メテオレイン1〜3
登場作品：エグゼ4
フリートーナメントの景品。一番近い敵のいるマスに連続で隕石。
モコラッシュ1〜3
登場作品：エグゼ4
ヒツジが1列になって進んでいく。ぶつかった相手を1マス奥へ押しやる。進路上に穴や物があると消える。
モスキート1〜3
登場作品：エグゼ1
前に真っ直ぐ突進攻撃。攻撃力分HP回復。

#### ヤ行
ユカシタ
登場作品：エグゼ1,2
しばらくの間、チップ攻撃の時以外は無敵状態になる。インビジブルより効果時間が長い。
ユカシタモグラ1〜3／ユカシタ（エグゼ4）
登場作品：エグゼ3（ランク分けあり）、4（ランク分けなし）
パネルの下に潜り、チップ攻撃のとき以外は無敵状態になる。しかし、パネルを攻撃するチップ（対地中性能を持ったチップ）はダメージを受ける。エグゼ3では数字が増えるに連れて効果時間が長くなる。
ヨーヨー1〜3／ヨーヨー
登場作品：エグゼ2,3（ランク分けあり）、5,6（ランク分けなし）
3マス前まで届く、往復するヨーヨー。3マス前には3ヒッｗし、他は2ヒット。

#### ラ行
ライトニング1〜3
登場作品：エグゼ4
フリートーナメントの景品。近くの置物に落雷が発生し、その周囲にも広がる。
ライフシンクロ
登場作品：エグゼ3〜
2マス前の敵にカーソルが出現。敵全員のHPを、その敵のHPに合わせる。ある敵のHPを参照した時、それより少ない敵は回復する。
ラインアウト
登場作品：エグゼ2
フレイボーが出現し、敵と列が合うと発進。右側へ進むたびにそのパネルを穴に変えてしまう。
ラットン1〜3
登場作品：エグゼ1〜3
地を這うネズミ型ミサイル。進路上の敵に向かって、一度だけ直角に曲がることができる。
ラットンハナビ
登場作品：エグゼ2,3
目の前にラットンを設置。敵か味方の炎攻撃を受けると発火し、相手に向かって一度だけ曲がる。
ラビリング1〜3
登場作品：エグゼ2、3
すばやく飛ぶ電撃の輪。当たると麻痺する。
ランダムメテオ／ホールメテオ／シュートメテオ
登場作品：エグゼ3
目前に杖を置き、炎属性の隕石を降らせる。攻撃範囲はそれぞれ異なり、ランダムメテオは敵めがけて隕石を降らせ、ホールメテオは敵エリア全体に隕石を降らせる。シュートメテオは杖を中心としたときのロックマンの反対側の楯列に隕石を降らせる。
リーフシールド
登場作品：エグゼ1,2
葉っぱを身にまとい、一度だけ相手の攻撃を無効にすることができる。防いだ攻撃の威力分だけHPを回復する。
リカバリー10,30,50,80,120,150,200,300
登場作品：シリーズ全作
HPを回復する。回復量は名前の後ろにある数値分（リカバリー10なら10HP回復）。
リスキーハニー1〜3
登場作品：エグゼ
蜂の巣を前方に出してガード状態になりつつ、ハチの巣からは蜂が飛び出して相手を攻撃する。
ガードに成功すれば、追加で蜂が飛び出す。
リトルボイラー1〜3
登場作品：エグゼ6
3マス前にヤカーンを投げる。こちらがチップ攻撃を当てると3回まで威力が上昇し
周囲8マスにお湯をまき散らす。置物系統で、お湯攻撃は水属性扱い。
リフレクメット1〜3
登場作品：エグゼ6
盾を構えて相手の攻撃を防ぐ。ガードに成功すると攻撃を反射し、同横列の敵全員に反撃。
リペアー
登場作品：エグゼ4
キューブやボックスなどの置物が対象。それらのHPを完全に回復する。
リモコゴロー1〜3
登場作品：エグゼ1,2
自分のパネルの前方にパララを設置。リモコゴローが落雷で攻撃し、敵エリアのパネルを破壊していく。
ランクごとに軌道が異なる。
リモローソク1〜3
登場作品：エグゼ1,2
HPが回復するロウソクを置く。バージョンアップするごとに置物のHPが高くなるが、回復速度が遅くなる。
リョウテクナイ1〜3
登場作品：エグゼ2
3回周囲を切り裂くクナイを1マス前の上下に投げる。2、3は攻撃範囲が異なり、それぞれ順に2マス前の上下に、3マス前の上下に投げる。
ルーク
登場作品：エグゼ3
目の前にガード状態のルークを置く。非貫通攻撃であれば後ろにいるだけで対処可能。
レッドフルーツ1〜3
登場作品：エグゼ5
バトルフィールド内をランダムに移動する林檎が出現する。カウントは5。このカウントが0になる前に攻撃を当てると次の効果が発生する。
レッドフルーツ1はリカバリー300の効果、2は無敵効果、3はフルシンクロである。
敵の攻撃が林檎に当たった場合は、その攻撃をヒットされた敵に上記の効果が発生してしまう。
ローリングログ1〜3
登場作品：エグゼ6
縦2マス分の丸太を上下に2回転がして攻撃する。
ロールアロー1〜3
登場作品：エグゼ4
フリーバトルの景品。ロールが出現し、前方にチップ全破壊効果を持ったアロー攻撃。
ロックオン1〜3
登場作品：エグゼ1
目の前にサテラが出現。敵エリアにカーソルを出し、重なった相手に攻撃する。
ロングソード／ロングブレード
登場作品：シリーズ全作（ロングソード）、エグゼ4〜6（ロングブレード）
前方2マス分を斬りつける。ブレードは威力が上がっただけだが、ソードと同じコードを持つためPAの素材になる事も。

#### ワ行
ワイドショット1〜3／ワイドショット
登場作品：エグゼ4,5（ランク分けあり）、6（ランク分けなし）
縦3マスの幅がある水攻撃。敵や物に当たると消える。
ワイドソード／ワイドブレード
登場作品：シリーズ全作（ワイドソード）、エグゼ4〜6（ワイドブレード）
前方縦3マス分を斬りつける。ブレードは威力が上がっただけだが、ソード、ロングブレードと同じコードを持つためPAの素材になることも。
ワラニンギョウ
登場作品：エグゼ4〜
3マス前に恐ろしい呪いをもった人形。ダメージを与えると破壊され、その分だけ相手にダメージとなる。敵が複数いるときの対象はランダム。
4は落下場所にダークホールが出現。5と6は毒パネルになる。
NOビーム1〜3
登場作品:エグゼ3
なにかを背にしているときにのみ使用可能なチップ。前方にビームを放つ。

### メガクラスチップリスト

#### ナビチップ
ネットナビを召喚して攻撃するバトルチップを「ナビチップ」と呼び、普通のバトルチップよりも強力な攻撃を行い、チップ使用中は時間を停止する。
各ナビチップには一つの種類につき、それぞれいくつかバージョンがあるが、それらはシリーズによって異なる。どのバージョンがあるかは登場作品で判断して頂きたい。
- エグゼ1：例外を除き、一つの種類に「V2」「V3」がある。バージョンが上がるほど攻撃力が高くなる。
- エグゼ2：エグゼ1と同様。
- エグゼ3：エグゼ1と同様だが、さらに加えて「V4」「V5」が加えられた（ロールとパンクを除く）。V4は特殊な方法でナビを倒すか、バトルチップトレーダーかバグピーストレーダーで入手しなければ手に入らない。「V5」はギガクラスチップになっている。
- エグゼ4：一つの種類に「SP」「DS」がある。「SP」はロックマンが善状態、「DS」は悪状態の時のみ使用可能。「SP」はデリートタイム（倒すまでに掛かった時間）によって攻撃力が変化し善状態の時のみ使用可能。「DS」はエリアにあるダークホールの数で攻撃力が変化する。
- エグゼ5：エグゼ4と同様。ただし、「DS」はその戦闘中にのけぞった回数で攻撃力が変化する。
- エグゼ6：例外を除き、一つの種類に「EX」「SP」がある。「EX」は攻撃力は固定されているが、「SP」はデリートタイムによって攻撃力が変化する。

「エグゼ1」「エグゼ2」に登場したナビチップも、便宜上このリストに記述する。ギガクラスにランク付けされているナビを召喚するチップはギガクラスの項に記述する。
アイスマン
登場作品：エグゼ1
自分より前方のマス全てに氷を発生させて攻撃。
アクアマン
登場作品：エグゼ4,6
目の前にスイドウカン。そこから2マス前方まで放水。2マス前には2ヒット。スイドウカンが出せないと失敗する（4）。左端から2列より後ろにいる場合、一番近くにいる敵の列まで届く3ヒットする放水。左端から3列より前にいる場合、2・3マス前に向かって水属性攻撃(2マス前が穴パネルだと無効)(6)。
ウインドマン
登場作品：エグゼ4
2マス前を中心に、そこを周回する竜巻。進路にアリジゴクがあると吸い込み、ヒット数が増加する。
ウッドマン
登場作品：エグゼ1,4
相手エリアに木の杭を突き出す。コマンド入力で攻撃回数が増加（4）。
エアーマン
登場作品：エグゼ2
縦3マスをカバーする、各列に対して竜巻攻撃し、最前列だと2ヒット。地を這う攻撃のため穴があると消えてしまう。
エレキマン
登場作品：エグゼ1,6
敵のいるマスに落雷が発生（1）。自分の周囲2マスまでにいる敵や置物のあるマスに落雷が発生。置物に落雷するとその周囲8マスにも攻撃。（6）。
エレメントマン
登場作品：エグゼ6
エレメントマンが出現。本体の色が変わるのでAボタンでストップ。その時の色が属性になり、敵を攻撃。
カーネル
登場作品：エグゼ5,6
同列の敵を右上がりの斜めに切りつける。コマンドで攻撃の向きが変化する（5）。敵エリアをZ字状に斬りつける(6)。
ガッツマン
登場作品：エグゼ1〜4
1〜3ではガッツハンマーでエリア全体を衝撃波で全体攻撃し、半壊パネルにする（1では敵エリア全体、2と3では発動したエリアの前方から全体）。4ではガッツハンマーで敵エリアの一部を半壊させ、上からの落石で攻撃する。どちらもハンマーにも攻撃判定あり。
カットマン
登場作品：エグゼ2
目前の1マスにチョッキン攻撃。威力は非常に高いが範囲が目の前1マスと狭い。
カラードマン
登場作品：エグゼ1
出現場所の上側に火柱、下側に水柱を発生させる置物が出現し、それぞれ横方向に攻撃する。
キラーマン
登場作品：エグゼ6
斜め上、前、斜め下の順にセンサーを展開。ボタンで止めるとその方向に麻痺効果のビームで攻撃。
キングマン
登場作品：エグゼ3
3マス前にジャンプ。何もないマスであればチェックメイトとなり、上下左右に衝撃波が発生。
クイックマン
登場作品：エグゼ2
横に飛ぶクイックブーメラン。右端で往復し戻ってくる。右端の1マス以外には2ヒット。
クラウドマン
登場作品：エグゼ5
敵の後ろが空いている場合、そのマス全てにクラウドが発生し、麻痺効果の電撃を放つ。
ダメージは単発分で、空白のマスが多いほどダメージが上がる。
グランドマン
登場作品：エグゼ6
前方に向かって突進攻撃。前方に敵がいた場合直接ダメージを与える。前方に敵がおらず、穴パネルが無い場合エリア端に到着した後落石攻撃。一体の敵には最大3回ヒットし、落石した場所はパネルが半壊する。
クロックマン
登場作品：OSS
ワープホールからレーザーを発射する。範囲は敵のエリア前2列。
ゲートマン
登場作品：エグゼ2
扉から小さな兵隊を呼び出し、横方向を攻撃する。1体の兵隊のダメージは固定だが、バージョンが上がると呼び出す兵隊が増える（最大で5体）。穴に落ちると消えてしまう。
ケンドーマン
登場作品：エグゼ4
横一列を進み、敵に当たるとワイドソードと同範囲のドウで斬りつけ、背後に移動して2発目、最後に突進する。穴に当たると失敗する。
コールドマン
登場作品：エグゼ4
アイスキューブを作り、前方に滑らせる。フィールド上の置物を凍らせて、同じように横列へ滑らせることができる。
コスモマン
登場作品：エグゼ5
右側2列目の中央と、その上下左右に敵がいれば隕石を落とす。自分の周囲にある置物を吸い込み、攻撃回数を増やすことができる。
サーカスマン
登場作品：エグゼ6
3マス前の敵を檻で捕獲。その後複数回の攻撃を加える。
サーチマン
登場作品：エグゼ4,5
相手のエリアを周回するカーソル。止まったマスに5連射のスコープガンで攻撃。SP・DSのみコマンド入力でチップ破壊効果を追加。
サンダーマン
登場作品：エグゼ2,4
3マス前に落雷。何もなければ穴パネルにする。
シェードマン
登場作品：エグゼ4,5
目の前1マスとその次の列に音波攻撃。インビジブルを無視する。コマンド入力で麻痺か混乱を与える。
シャークマン
登場作品：エグゼ1
ヒレが3つ出現。敵や物を貫通する突進攻撃を行う。
ジャイロマン
登場作品：エグゼ5
変形し、同列の敵エリアに爆撃する。コマンドで集中爆撃。自エリアが狭いほど攻撃回数が上がる。
ジャッジマン
登場作品：エグゼ6
3マス前まで届く麻痺効果付きの鞭を使って攻撃する。相手に奪われた（塗り替えられた）パネルの枚数分、アレストブックが出現し相手を攻撃する。
シャドーマン
登場作品：エグゼ1,2,5
3体に分身し、敵それぞれに手裏剣を投げつける。敵の数が少ないほど単体に当たる数が増える。
エグゼ1のみエンディング後の入手になり、以降のバージョンでは威力がかなり下がった。
ジャンクマン
登場作品：エグゼ4
フィールド上の置物を浮き上がらせ、相手にぶつける。置物が何もないと攻撃が発生しない。
ジャンゴ
登場作品：エグゼ5,6
同列の相手を棺桶に閉じ込め、その周囲を日の光で攻撃。SP・DSはターン経過で威力が上昇し、一部のナビにはHP減少の効果（5）。
バイクに乗って前方へ突撃。その後コマンド入力でソード攻撃（6）。
S.S ロックマン（シューティングスターロックマン）
登場作品：OSS
敵エリア2列にビーストスイングをし、敵の近くにロックオンしてソード攻撃する。ダメージはどちらも100。
ビーストスイングとロックオンを両方ヒットすれば、200ダメージとなる。
他のナビチップとは違い、バージョンアップはない。
スカルマン
登場作品：エグゼ1
HPが一番高い敵に向かって頭蓋骨を落として攻撃。
ストーンマン
登場作品：エグゼ1
敵エリアにランダムで落石攻撃を3回行う。1回の落石のダメージは固定だが、バージョンが上がるほど1度に落石する数が増える（最大で5つ）。
エリアスチールでエリアを奪えば、敵に当たる確率が上がる。
スネークマン
登場作品：エグゼ2
自エリアの穴パネルから子蛇が出現し、最寄りの敵に攻撃する。その後、敵の近くまで移動し直接攻撃。
スパークマン
登場作品：エグゼ4
目の前のマスから3マス幅で進むスパークウェーブ。目の前1マスには2ヒットし、攻撃中に画面内にいると盲目になる。
スラッシュマン
登場作品：エグゼ6
前方の自エリアの数だけクナイを召喚し、横方向に投げる。コマンド入力でクナイが敵を狙って移動するようになる。その後敵一体を爪で引き裂く。
スワローマン
登場作品：エグゼ5
登場位置から左右を逆にした“α”の字を描くように移動して攻撃。コマンド入力で相手のバリア・オーラをはがすことができる。
発動した縦列の中央は2ヒット。
ダークマン
登場作品：エグゼ3
敵エリアの画面外上部から洞窟が出現し、蝙蝠を飛ばして攻撃。エリアが狭いとヒット数が上がる。
終了後ダークホールを残していく。
ダイブマン
登場作品：エグゼ6
相手エリアの最前列から2マスにかけて計2×３の津波攻撃。
ダストマン
登場作品：エグゼ6
相手エリアの置物を除去する。その後除去した置物とスクラップリボーンを発射し、命中したマスをヒビパネルにする。
タップマン
登場作品：エグゼ4
3マス前を中心に、斜め4方向からベーゴマ、本体がコマになって3ヒットの攻撃を行う。計7ヒット。
チャージマン
登場作品：エグゼ6
前方一列に貫通効果のある、複数ヒットする突進攻撃を行う。後ろの自エリア分だけ追加攻撃。
デザートマン
登場作品：エグゼ3
自分の上下列に腕を出現させ、横に滑らせて攻撃。コマンド入力で攻撃が斜め方向に曲がる。
テングマン
登場作品：エグゼ6
下2列を攻撃したあと、左上から右下へと交差するように攻撃。
トードマン
登場作品：エグゼ2,5
一度だけ斜め方向に曲がる、ショッキングメロディー。当たると麻痺状態になる。
トマホークマン
登場作品：エグゼ5,6
ドリームソードと同じ横2、縦3を斬り裂くトマホーク・スイング。属性付きの攻撃としては範囲が非常に広い。
ドリルマン
登場作品：エグゼ3
自エリア端からドリルが3つ出現し、横方向へ。次に敵エリアがランダムで3つ選ばれ、地面から攻撃し、最後に岩を3つ落とす。
ナイトマン
登場作品：エグゼ2,5
自分の周囲を回転するロイヤルレッキングボール。ブレイク性能があり、相手を混乱させる効果。
地味にv1、v2時点では前述のカットマンより攻撃力が高い。
ナパームマン
登場作品：エグゼ2,5
複数個の爆弾で無差別攻撃し、パネルをヒビにする（2）。4マス前方にナパームボムを発射し、着弾した場合のみ周囲8マスに爆風（5）。
ナンバーマン
登場作品：エグゼ1,4(BM),5（TOC）
サイコロボム。基本の攻撃力にサイコロの出目を掛けた値が攻撃力になる。
相手エリア最前列に投げ込み、すべてのマスを爆破。(1)
3マス前に投げつけ、周囲8マスを巻き込んで爆発。(4、5)
バーナーマン
登場作品：エグゼ4
2マス前を中心に、その上下と前方から攻撃する。上下のマスに敵や物がある場合、ダメージだけ与えて炎は出ない。
ハクシャク
登場作品：エグゼ6
右端から3列目までに複数回ヒットする血の雨を降らせた後、ノーマルパネルから血の槍を最大三本造り攻撃。
バブルマン
登場作品：エグゼ3
前方に槍を連射して攻撃する。貫通しない。バージョンが上がるほど連射の回数が増える。
パンク
登場作品：エグゼ3
バージョンは1種類のみかつ配信チップなので、通常プレイでは入手できない。コマンド入力で攻撃方法が変化する。
ビーストマン
登場作品：エグゼ3
3マス前を中心に、その斜め4か所から爪が出現し、最後に本体が突進する。コマンド入力で攻撃回数が増加。
ヒートマン
登場作品：エグゼ2,6
放射状に広がる火炎攻撃。
ビデオマン
登場作品：エグゼ4
巨大なテープの芯が出現し、テープをからめ取って攻撃する。芯は2列目と3列目をまたぐように出現し、範囲が被る場所では6ヒット。
ファイアゴスペル／アクアゴスペル／エレキゴスペル／ウッドゴスペル
登場作品：エグゼ2
配信チップ。左側3列目の中央1マス、その右側2列を攻撃する。出現時にすべての置物が壊れてしまう。
ファイアマン
登場作品：エグゼ1,4
横1列に貫通攻撃。4ではコマンド入力でパネルを変更できる。
ファラオマン
登場作品：エグゼ1,2
棺桶から高威力のレーザー。貫通するが、エグゼ2では時々ハズレで別の物が出現する。
エグゼ1では縦3列分をカバーしており、2では横1列になった。
フォルテ
登場作品：エグゼ1,2
出現した列より前に、弾丸を連続で発射するエクスプロージョン。
エグゼ1では配信チップで、2では単発の威力が半分以下に下がるも多段ヒットする。
フットマン
登場作品：エグゼ5
出現場所から斜め方向に移動し、壁で反射しながらエリア端まで向かう。何もぶつからずに画面外まで行くと、エリア全体にダメージ。
ブラストマン
登場作品：エグゼ6
出現位置とその上下列の後ろから炎を飛ばす。貫通しない。
フラッシュマン
登場作品：エグゼ3
画面上の敵全員にフラッシュ攻撃。威力は低いが麻痺させる。
プラネットマン
登場作品：エグゼ2
最寄りの敵がいるマスの上下左右が空いているとき、それぞれに惑星が出現して突進する。最大4ヒットで全て木属性。
プラントマン
登場作品：エグゼ3
すべての相手をサーチし、それらに地中からツタで攻撃。ブレイク性能を持ち、攻撃後に拘束状態にする。
フリーズマン
登場作品：エグゼ2
敵がいるマスとその周囲につららを落とす。つららの数は常に同じ。エグゼ1のストーンマンとは違い回数ではなく威力が上がる。
ブリザードマン
登場作品：エグゼ5
前方に雪玉を転がす。進路上に置物があれば巻き込んで大きくなり、1つにつき100ダメージを追加。
ブルース
登場作品：エグゼ1〜6
敵をサーチし、その前まで行ってワイドソードで切りつける。穴や物には侵入不可。エグゼ2からは各敵の前に移動するようになった。
フレイムマン
登場作品：エグゼ3
横1列に炎攻撃。コマンド入力で攻撃方向を変えたり、範囲そのものを変更できる。
ボウルマン
登場作品：エグゼ3
同横列の敵と自分の間にピンを設置、ボールを転がしてピンを飛ばして攻撃する。
ボンバーマン
登場作品：エグゼ1
3マス前に爆弾を蹴りつけ、着弾点の上下左右に爆風で攻撃。
マグネットマン
登場作品：エグゼ2,5
必殺NSタックル。自分から攻撃対象への距離と、対象の背後にあるマスの数が同じかつ空いている場合、反対側から青いマグネットマンが出現する。
マジックマン
登場作品：エグゼ1
前方に魔法の炎。ウイルスが相手のとき、まれに即死効果を与えることも。
ミストマン
登場作品：エグゼ3
各敵の前後が空いているとき、煙が出現してパンチを加える。最大2ヒット。
メタルマン
登場作品：エグゼ3,4
目の前の1マスにブレイク性能のメタルフィスト。コマンド入力で攻撃場所を変更することができる。
メディ
登場作品：エグゼ5
敵エリアにカプセルを投げ込んで攻撃。1つは上下、もう1つは左右に爆風を起こし、巻き込まれた敵にダメージ。
ヤマトマン
登場作品：エグゼ3
2マス前の縦列に槍を連発。とどめの1突きは横3マス攻撃。コマンド入力で攻撃回数が増加。
レーザーマン
登場作品：エグゼ4
横1列を貫通するレーザー攻撃。SP・DSではコマンド入力で相手をパワーダウンできるが、対人戦での効果が多い。
ロール
登場作品：エグゼ1〜6
最寄りの敵1体に攻撃。敵の目前に障害物があると不可（穴は可）。攻撃後にロックマンのHPを回復する。
4ではフルシンクロ中に発動すれば、攻撃後のHP回復が全回復になる。

#### ナビチップ以外
チップの内、エグゼ3~5の間メガクラスに指定されており、ナビチップを除いたものを記述する。
アタック+30
登場作品：エグゼ2〜6
攻撃チップの後に選ぶと、そのチップの攻撃力を+30する。エグゼ4,5では数値付加系統に属する。
エレメントダーク
登場作品：エグゼ4
五大暗黒チップの一つで、悪状態でないと使用不可。毒パネルの上で使うとヒット数が上がり、範囲が伸びる。
オールドウッド
登場作品：エグゼ3
目の前に穴がある場合のみ木の巨人を召喚。相手エリア全域にウッドタワー。草むらパネル1枚につき攻撃力+20。
オジゾウサン
登場作品：エグゼ2〜6
目の前のマスにオジゾウサンを設置し、敵味方問わず、オジゾウサンにダメージを与えた側の全員にダメージ。ガードブレイク・対インビジブル性能。エグゼ3は電気属性を持つ。エグゼ5では対水中性能も持つ。
オテンコサマ
登場作品：エグゼ5,6
目の前のマスに『ボクらの太陽』のおてんこさまを召喚。おてんこさまが出現中、次に選択している「攻撃力表示のある」チップの威力が上昇し続ける。
ガイアソード／ガイアブレード
登場作品：エグゼ2,3
ウッドスタイル専用。後に選択したチップの攻撃力を吸収する（吸収されたチップは使用不可）。攻撃範囲は順に前1マス、前2マスを斬撃。
ガンデルソルEX
登場作品：エグゼ4~6
さらに広範囲となったガンデルソル。2マス前の縦3マスと、その後ろの3マスに日の光を照射する。屋外でプラグインしていると威力増加。
グランプリパワー
登場作品：エグゼ4
ボスナビコンテストで入賞したナビ3体が横1列に連続攻撃（ビデオマン→レーザーマン→ケンドーマン）配信限定チップ
ゴッドストーン
登場作品：エグゼ2,3
目の前に穴がある場合のみ石の巨人を召喚。相手エリアにランダムに岩を3つ落とす。これを3回繰り返す。最後のみ4つ。
ゴッドハンマー
登場作品：エグゼ4
置物系統。ガードを解いたガイアントがハンマーを振り下ろすと、場のすべての物にダメージを与える。
サンクチュアリ
登場作品：エグゼ2〜6
自エリアの全てのマスをホーリーパネルに変える。エグゼ4では善状態でなければ使用不可能。
ジェラシー
登場作品：エグゼ2〜5
相手の持っているチップを破壊し、破壊したチップの枚数だけダメージを与える。
ジャスティスワン
登場作品：エグゼ5,6
右から2列目の中央マスに巨大な拳。攻撃力は直撃した時のもので、周囲には威力100の爆風が発生。合計9マスが半壊する。
スーパーバルカン
登場作品：エグゼ4~6
前方の敵に12連射のバルカン砲で攻撃。ヒットすると1マス奥に貫通する。
エグゼ６では、連射数が10連射になった代わりに単発火力が10から20に強化されている。
ゼウスハンマー
登場作品：エグゼ2,3
敵味方問わずにパネル上にいる全員に攻撃。空中に浮いている敵には効果はない。
ダークライン
登場作品：エグゼ4
悪状態でないと使用不可。自分のいる横1列にダークホールを発生させる。
ダブルビースト
登場作品：エグゼ6
配信チップ。獣化した2体のロックマンが敵めがけて連続攻撃。
ダブルポイント
登場作品：エグゼ4~6
数値付加系統。自エリアの最前列を敵エリアにする代わりに、次の攻撃用チップの威力を犠牲にしたマスの数×20増加させる。
チカスイミャク／ダイフンスイ
登場作品：エグゼ3
アクアスタイル専用。目の前に穴がある場合のみそこから横1列に水が進む。
ドリームオーラ
登場作品：エグゼ3〜6
威力200未満の攻撃を全て無効化する。ただし、50秒の制限時間がある。毒パネルの影響はそのまま受ける。
ナビ+40
登場作品：エグゼ3
このチップを選ぶ直前に選ばれたナビチップの攻撃力を+40する。ナビチップ以外に対しては効果無し。
ナンバーボール
登場作品：エグゼ5,6
前方に進むボールを5つ発射する。威力は使用した時のHPの下2桁の値で決まり、よって0から99まで。
ネオバリアブル
登場作品：エグゼ4～6
剣系統。目の前の敵に斬撃。コマンド入力で攻撃範囲や性能が変わる。
バグシュウセイ
登場作品：エグゼ4～6
自分に発生しているバグを修正し、正常に戻す。エグゼ4では善状態でなければ使用不可能。
バグチェーン
登場作品：エグゼ4
自分に発生しているバグを相手にも移す。サイトバッチが持つ固有のバグは移せない。
パラディンソード
登場作品：エグゼ1~3
前方3マスに斬撃するソード。
ブラックウイング
登場作品：エグゼ4,5
五大暗黒チップの一つで、悪状態でないと使用不可。敵エリアの画面外に洞窟が出現し、コウモリが飛び出して攻撃。
ダークマンの攻撃を模したもので使用後ダークホールを生成する。
フルカスタム
登場作品：エグゼ2〜6
使用直後にカスタムゲージを満タンにする。
プロミネンス／サラマンダー
登場作品：エグゼ3
ヒートスタイル専用。上下か左右に穴がある場合のみそこまで炎が進む。
ポイズンアヌビス
登場作品：全作品
目の前にポイズンアヌビスを設置。相手エリア全てに毒をまく。置物属性（エグゼ3は属性なし、エグゼ6は召喚）。エグゼ4では五大暗黒チップの一つで、悪状態でないと使用不可。
秒間20程度の毒を与え、50秒後に自然消滅。
ポルターガイスト
登場作品：エグゼ3,5
エリア内の障害物をランダムに相手にぶつける。
ムラマサブレード
登場作品：エグゼ3〜6
最大HPから現在HPを引いた値が威力になる。ただし、攻撃力の最高は999までである。前方2マスに斬撃。エグゼ4では五大暗黒チップの一つで、4,5では悪状態でないと使用不可。6では最大威力が500になった。
ライトニング／サンダーボルト
登場作品：エグゼ3
エレキスタイル専用。エリアにある全障害物の周り1マスに攻撃する雷を落とす。
リーダーズレイド
登場作品：エグゼ5
ブルースとカーネルが出現して一番近い敵に狙い、カーネルはX字で斬りつけ、ブルースはフミコミでワイドソードで攻撃する。攻撃力はどちらも一緒だが、両方の攻撃を与えれば2倍の威力で与えることが出来る。
配信チップであり通常プレイでは入手できないが、『エグゼ5DS』ではロットナンバーで入手できる。
リュウセイグン
登場作品：エグゼ2〜6
時間を停止し、敵エリア最後列から順に30発の隕石を落とす。炎属性。
Zセイバー
登場作品：エグゼ4〜5
ロックマンゼロシリーズの主人公ゼロの武器。横2マス→縦3マス→横3マスの順に3連続でソード攻撃。威力は共通。またコマンドで4発目のソニックブームが出せる。
エグゼ4で入手するにはゼロ3との通信が必要だが、ロットナンバーにも入っている。

### ギガクラスチップリスト
オメガロケット
登場作品：エグゼ5(TOC)
プロトが現れ、巨大ミサイルを発射する。何かに当たった場合周囲8マス、当たらなかった場合も敵エリア最奥6マスに爆風が広がる。
カースオブバグ
登場作品：エグゼ4(BM)、エグゼ5(TOB)
悪状態専用。ナビ戦および通信対戦では相手に大量のバグを、ウイルスには混乱効果を与える。
カーネルフォース
登場作品：エグゼ6(G)
自エリアの空きマス全てから、カーネルアーミーが次々と出現して攻撃する。
ギガクラスの中で数少ない暗転しないバトルチップ。
ギガントフック
登場作品：エグゼ5(TOB)、エグゼ6(G)
巨大な2つの拳が、横2マス幅で、敵エリアを上下交互に薙ぎ払う。拳の軌道が重なる部分は威力2倍。善状態でしか使えない。
グレイガ
登場作品：エグゼ6(G)
グレイガが出現し、ブレス攻撃と数個の落石で攻撃。
配信チップであり、通常のプレイでは手に入らない。
クロスディバイド
登場作品：エグゼ5(TOC)、エグゼ6(F)
カーネルが出現し、敵エリアをXの形に斬りつける。斬撃が交差する点は威力2倍。コマンド入力で相手のバリア・オーラを無効化する
...はずなのだが、そのような効果はない。
サイトバッチ
登場作品：エグゼ6(F)
ロックマンのデータを光彩斗の遺伝子データに合わせる。カスタムが8枚になり、バスター能力が最大になり、さらにエアシューズ・フロートシューズ、シールド、アンダーシャツの効果が装備される。
シグナルレッド
登場作品：エグゼ4(BM)
前方1マスに信号機を設置。信号は一定周期で赤になり、その間相手はバトルチップが使用できなくなる。
セレナード
登場作品：エグゼ3（通常版）
通常版限定。セレナードが出現し、“ホーリーショック”で、敵エリア全域へ無数の光球を発射する。フィールド上にダークホールがあるか、ナビカスのダークライセンスが必要。
ダークネスオーラ
登場作品：エグゼ3 BLACK
BLACK版限定。300未満の攻撃を無効化。それ以上の攻撃を受けると破壊される。フィールド上にダークホールがあるか、ナビカスのダークライセンスが必要。
デスフェニックス
登場作品：エグゼ5(TOB)
デスフェニックスが出現し、エリア全体をランダムに攻撃後、最後に使ったナビチップを再び発動する。
デュエル・マスターズのクリーチャー、「暗黒王デス・フェニックス」の特別出演。
デューオ
登場作品：エグゼ4
デューオが出現し、“メテオナックル”で、相手エリアにランダムに巨大な拳の雨を降らせる。ブレイク性能・対地中性能あり。またデューオ登場時、自エリアの設置物がすべて破壊される。
配信チップであり、通常のプレイでは手に入らない。
デルタレイエッジ
登場作品：エグゼ3、エグゼ4(BM)、エグゼ5(TOB)、エグゼ6(G)
ブルースが出現し、敵1体を、左上、真後ろ、左下と移動しつつ最大で3回斬りつける。
移動するスペースが無いとそこで終了する他、1回毎にタイミング良くAボタンを押さなければ発動しない。
ただし4以降は連打でOK。
3回全て成功させると、ブルースの移動した軌跡が赤い三角形を描く。
ナビリサイクル
登場作品：エグゼ3（通常版）
通常版限定。最後に使ったナビチップを再び発動する。ナビチップを含むプログラムアドバンスに対しても有効。
バグチャージ
登場作品：エグゼ4(RS)、エグゼ5(TOC)
悪状態専用。ゴスペルの頭部を模したバグの塊を前方に発射。
エグゼ4ではターン数、エグゼ5ではナビカスに発生しているバグの数が発射回数となる。5では発動後にバグシュウセイと同じ効果を受ける。
バグデスサンダー
登場作品：エグゼ6(F)
溜め撃ちがバグのかけらを消費して放つダークサンダーになる。1回毎にバグのかけらを1個消費し、バグのかけらがない場合はただのサンダーボールになる。
バグライズソード
登場作品：エグゼ6(G)
溜め撃ちがダークソードに変化する。1回毎にバグのかけらを1個消費し、バグのかけらがない場合はただのソードになる。
ファルザー
登場作品：エグゼ6(F)
羽が無数に降り注いだ後、ファルザーが出現し、ストーム攻撃をする。羽の降り注ぐ位置はランダム。
配信チップであり、通常のプレイでは手に入らない。
フェニックス
登場作品：エグゼ5(TOC)
フェニックスが出現し、一番手前と最奥全体除く12マスをランダムに攻撃後、ロックマンのHPを回復する。
デュエル・マスターズの「龍炎凰エターナル・フェニックス」の特別出演。
フォルダリターン
登場作品：エグゼ3 BLACK
BLACK版限定。強制的にカスタム画面を出現させ、使用済みのチップを自身のフォルダへ全て戻し、再び選択できるようにする。その中にはフォルダリターンも含まれる。
公式大会では1度のバトルで2回以上使用すると失格となる。
フォルテ（エグゼ3）
登場作品：エグゼ3（通常版）
通常版限定。フォルテが出現し、“エクスプロージョン”を全ての列に無数に放つ。
フォルテ（エグゼ4〜6）
登場作品：エグゼ4(RS)、エグゼ5(TOB)、エグゼ6(G)
フォルテが出現し、敵エリアに無数の“シューティングバスター”を浴びせる。攻撃地点はランダム。穴の上には攻撃がヒットしない。
フォルテアナザー（エグゼ3）
登場作品：エグゼ3 BLACK
BLACK版限定。フォルテが出現し、“アースブレイカー”で最も近くにいる敵を攻撃。攻撃範囲は縦3マス。パネル破壊効果あり。
フォルテアナザー（エグゼ4〜6）
登場作品：エグゼ4(BM)、エグゼ5(TOC)、エグゼ6(F)
フォルテが出現し、一度だけ相手を追尾して曲がる“ヘルズローリング”を4発発射して攻撃。穴では攻撃が消えてしまう。
フォルテGS
登場作品：エグゼ3（通常版）、エグゼ3 BLACK
通常版・BLACK版共通。フォルテGSが出現し、“バニシングワールド”を放つ。パネル破壊効果あり。
配信チップであり、通常のプレイでは手に入らない。なお、フォルテ（またはフォルテアナザー）のチップに上書きする形式での配信のため、入手後フォルテのチップそのものは失うことになる。
ブラックバリア
登場作品：エグゼ4(RS)
悪状態専用。耐久力が150HP分の上（バリアなのでダメージは蓄積されるが）、消滅しても約3秒後に復活する（スーパーキタカゼで剥がされた場合を除く）。
ブルームーンレイ
登場作品：エグゼ4(BM)
だいひょうせん（通信対戦の一つ）の結果で威力が変わる。3マス前にブルームーンでレーザー攻撃。対インビジブル性能とナビカスオフ効果がある。
プロトアームΣ
登場作品：エグゼ3（通常版）
プロトが出現。左側4列目から、中央→上下の順に電撃攻撃。複数回攻撃する。左から4列目の中央は電撃がすべてヒット。
プロトアームΩ
登場作品：エグゼ3 BLACK
プロトが出現。ロケットを発射して攻撃する。直撃した場合はそのマスにブレイク性能の攻撃を与え周囲8マスに爆風、画面外に出ると右から2列に爆風が起こる。
ホーリードリーム
登場作品：エグゼ4(RS)、エグゼ5(TOB)
善状態専用。攻撃力50のホーリショットを前方に発射する。通常は1発だが、自エリアのホーリーパネルを吸い込み、その枚数分発射数を増やせる。
メテオナックル
登場作品：エグゼ5(TOC)、エグゼ6(F)
空から16発の拳が降り注ぐ。善状態でしか使えない。
上記のデューオを調整した性能で威力が半減したうえで攻撃回数も減った。
メテオレッドサン
登場作品：エグゼ4(RS)
だいひょうせん（通信対戦の一つ）の結果で威力が変わる。3マス前にメテオ5発発射し、最後にレッドサンを落下させる。その時落下地点を中心とした9マス四方のパネルを半壊させる。
リョウセイバイ
登場作品：エグゼ3
自分と相手、両者のHPを強制的に半分にする。
ロードオブカオス
登場作品：エグゼ5、エグゼ5DS
ロードオブカオスが出現し、“カオスナイトメア”で敵エリア9マス範囲を攻撃。
エグゼ5では配信チップであり、通常のプレイでは手に入らない。ただしエグゼ5DSではロットナンバーを入力することで入手できる。
V5ナビチップ
登場作品：エグゼ3
基本性能やチップコードはそのままに、攻撃力をV4以上に上げたナビチップ。性能はメガチップリストの各ナビを参照。
- ガッツマンV5
- キングマンV5
- ダークマンV5
- デザートマンV5
- ドリルマンV5
- バブルマンV5
- ビーストマンV5
- フラッシュマンV5
- プラントマンV5
- ブルースV5
- フレイムマンV5
- ボウルマンV5
- ミストマンV5
- メタルマンV5
- ヤマトマンV5

## 配信チップ
バトルチップの中には、通常のゲームプレイの中では手に入らず、イベントなどで限定配信されるバトルチップも存在する。
グランプリパワー
登場作品:エグゼ4
ビデオマンが目の前にレーザーマンを投影し横1列に貫通するレーザーを放って攻撃。その後、ケンドーマンが横1列に突進攻撃を行う。
レーザーマンが出現するマスに敵や物があるか穴パネルである場合は攻撃が終了し、ケンドーマンの進路に置物や穴パネルがあれば攻撃が中断される。
グレイガ
登場作品:エグゼ6（G）
グレイガが登場し、ブレス攻撃と落石で攻撃する。落石の地点はランダム。
ゲートマンSP
登場作品:エグゼ2
ゲートマンが胸からキャノン砲を発射して攻撃。性能は普通のキャノンと同性能。
ダブルビースト
登場作品：エグゼ6
獣化したロックマンが最寄りの敵に突撃し、それぞれで連続攻撃をくらわせる。
デューオ
登場作品: エグゼ4
ブレイク・対地中性能を持った拳が降り注ぐ。攻撃は敵とその周囲がランダムに選択され、パネルはヒビになる。
パンク
登場作品:エグゼ3
各種コマンド入力で性能が変化するナビチップ。一部のコマンドを使うためには特別なアイテムが必要。
ファイア/アクア/エレキ/ウッドゴスペル
登場作品:エグゼ2
ゴスペルが出現。左3列目の中央と、その奥2列に各属性のブレスを放つ。攻撃はブレイク性能があり、発動時に全ての置物が破壊される。
ファルザー
登場作品:エグゼ6（F）
ファルザーが出現。敵エリアに翅を飛ばして攻撃し、咆哮とともにストーム攻撃。羽の落ちる場所はランダム。
フォルテ
登場作品:エグゼ1
出現した列より前方に、弾丸を連射するエクスプロージョンで攻撃。敵を貫通しないが手前を倒せば奥に当たる。
フォルテGS
登場作品:エグゼ3
横1列を貫通するバニシングワールドで攻撃。出現したマスから2列目と3列目には縦3マスの攻撃が発生する。
範囲内の何もないパネルは全て穴に変化する。ブレイク性能と対地中性能を持つ。
現在持っているフォルテ（もしくはフォルテアナザー）のチップに上書きする形で入手するため、元のチップは失われる（ライブラリも更新される）。
ブライ
登場作品:OSS
敵の前に移動し、ソードで切りつける。
リーダーズレイド
登場作品:エグゼ5（5DS）
横列の一番近い敵を中心に、カーネルがX字状に、ブルースがその敵の前に移動してワイドソードで斬りつける。
横方向に敵がいなければ画面端を中心にクロス斬りが発生し、ブルースはナビチップ同様に移動して攻撃する。
エグゼ5DSでは条件を満たすとブルース版でロットナンバーを入手でき、それを入力すれば入手可能。
ロードオブカオス
登場作品:エグゼ5（5DS）
左2列目までを使ってネビュラグレイ（ロードオブカオス）が出現。フォルテに姿を変え、右から3列目までの範囲をカオスナイトメアで攻撃する。
出現時に全ての置物を破壊するが、左2列目までに敵がいる場合はネビュラグレイが出現できず、攻撃が中断される。
エグゼ5DSでは条件を満たすとカーネル版でロットナンバーを入手でき、それを入力すれば入手可能。
なお、入手したナンバーは別バージョンで入力すればそれぞれのセーブデータで各チップを入手できる。